# Сардинці
Сарди́нці — жителі острова Сардинія, який розташований у західній частині Середземного моря та є автономним регіоном Італії, а також люди, що походять звідти.

## Походження

### Доісторичний період

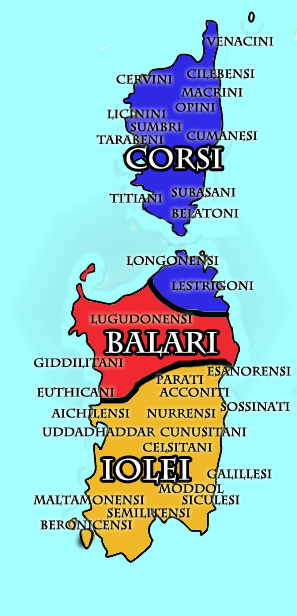
Мапа етнічних груп часів Нурагійської цивілізації, складена Птолемеєм

Перші поселенці прийшли у Сардинію в епоху Пізнього палеоліту та Мезоліту з Піренейського та Апеннінського півостровів. Під час Неоліту почали також приходити переселенці з берегів Егейського моря. В Енеоліт та ранню Бронзову добу тут почали заселятися представники «Культури дзвоноподібних келихів» з Франко-Іберійських територій та Центральної Європи, які принесли з собою нові технології виготовлення заліза, нові стилі в кераміці та, імовірно, Індоєвропейське мовлення.
Під час середньої Бронзової доби виникла Нурагійська цивілізація. В цей час населення острова було поділене на три великі етнічні групи: Іленси, Балари та Корси.
Невідомо якою мовою або мовами спілкувалися у Сардинії в Бронзову добу. Згідно з деякими дослідженнями прото-сардинська мова була схожа на Баскійську мову та мала деякі схожості з давньоіберійською та навіть етруською мовами. Інші дослідження кажуть що тоді було декілька мов, можливо пре-індоєвропейських чи індоєвропейських.

### Давня історія
У 10-му столітті до нашої ери, фінікійці заснували міста і порти вздовж південно-західного узбережжя, такі як Кальярі, Bithia, Sulki і Tharros.
Південь від острова був частково захоплений карфагенянами в VI ст. до н. е. і був завойований римлянами в III ст. до н. е. Сардинія, за винятком центральної гірської місцевості, була сильно латинізована під час римського періоду. Сучасна сардинська мова вважається однією з найконсервативніших романських мов.

### Середні віки

Чотири королівства у Сардинії середніх віків

Після занепаду Західної Римської імперії, Сардинією невеличкими проміжками часу керували вандали, візантійці, остготи, знов візантійці.
Протягом середніх віків острів був розділений на 4 незалежних королівства (сард. Judicados, італ. Giudicati): Кальярі, Арбореа, Торрес (Логудоро) та Галлура. Всі вони, крім Арбореа, підпали під вплив морських республік Генуї та Пізи і деяких впливових родин цих міст, наприклад Доріа та делла Герардеска. Доріа заснували міста Альгеро та Кастельгенуїз (сьогодні Кастельсардо), а пізанці заснували Кастель ді Кастро (сьогодні Кальярі). Знаменитий граф Уголіно дела Герардеска, згаданий Данте Аліґ'єрі у його Божественній комедії, підтримував заснування шахтарського містечка Вілла ді К'єза (сьогодні Іглезіас), яке стало італійською середньовічною громадою разом з Сассарі та Кастель ді Кастро.
У 1323–1326 сардинські території, що належали Пізі, завоювало Арагонське королівство. Після довгого конфлікту між Королівством Арбореа та Арагонським королівством (1353–1430) з'явилося Сардинське королівство у складі Арагонського королівства. Арагонці (переважно каталонці) почали масово поселятися у містах Кастель ді Кастро та Альгеро. Місцевий діалект каталонської мови досі є поширеним в Альгеро.

### Новий та новітній час

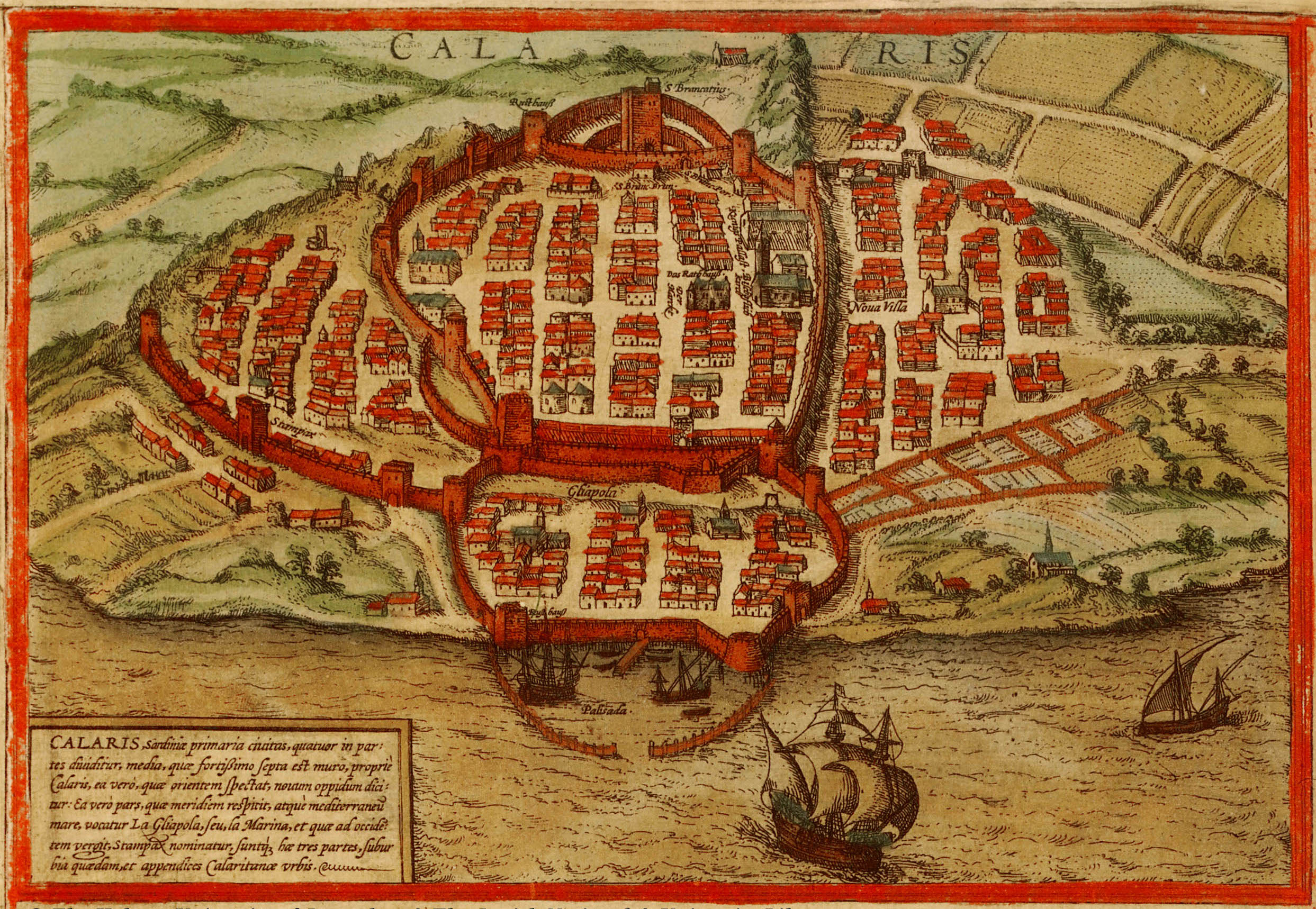
Вигляд Кальярі у 1572 році

У XVI столітті та XVII столітті головні сардинські міста Кальярі (столиця королівства), Альгеро та Сассарі виявилися добре розташованими для торгівлі. Різноманітний склад їх населення свідчить про це: там були не тільки місцеві, але й люди з Іспанії, Лігурії, Франції та Корсики. В Сассарі та на території між Англоною та Галурою Корсиканці становили більшість населення принаймні з XV століття. Ця міграція з сусіднього острову, яка скоріш за все спричинила появу Тосканоподібних сассарського та галурського діалектів, продовжувалася до XIX століття.
В 1713 році за Утрехтським мирним договором Іспанська імперія передала Сардинію австрійській династії Габсбургів, а потім і герцогу Савої, який отримав титул Короля Сардинії. За цього періоду лігурійські колоністи поселилися на островах Сан П'єтро та Сант'Антьоко (на південному заході від Сардинії), які принесли з собою діалект «Табарчіно», на якому там досі розмовляють. Потім П'ємонтське Королівство Сардинія приєднало до себе весь Апеннінський півострів та Сицилію у 1861 після Рісорджименто (рух за об'єднання Італії) та проголосило себе Королівством Італія.
Починаючи з 1850 року, коли були модернізовані сардинські шахти, обмежені групи кваліфікованих спеціалістів зі Штирії та Фрайбургу почали тимчасово заселятися в регіоні Інглесьєнте, особливо в шахтарських містах Монтевіккіо, Гуспіні та Інгуртосу. Деякий німецький вплив досі помітний в архітектурі та топоніміці. Тим не менш одночасний потік мігрантів з Апеннінського півострова на Сардинські шахтарські території був більший та стабільніший. Вони в основному приїжджали з Ломбардії, П'ємонту, Тоскани та Романьї. Згідно з переписом населення 1882 року на шахтах південного заходу Сардинії працювало 10 000 працівників, третина з яких приїхала з Апеннінського півострова.
В кінці XIX століття громади рибалок із Сицилії, Торре-дель-Греко (Кампанія) та острова Понцо (Лаціо) мігрували на східне узбережжя Сардинії, в міста Тортолі, Сініскола та Ла-Маддалена.
В XX столітті відбулася величезна хвиля міграції з Апеннінського півострова під час фашистського періоду внаслідок державної політики. Люди в основному з Венето, але також з Марке, Абруццо та Сицилії приїжджали на Сардинію, переважно в нове шахтарське містечко Карбонія та села Муссолінія ді Сардена (зараз Арборея) і Фертілія. Після Другої світової війни Істрійські італійські біженці заселилися на узбережжі регіону Нурра, що на північному заході Сицилії. Сьогодні істрійська, венеційська та фріульська мови є поширеними у Фертільї, Терральбі та Арбореї. В той самий час італо-тунісці почали заселятися на малонаселеній території біля міста Кастіадас, що у провінції Кальярі.
Після Італійського економічного чуда почалося поступове переселення з внутрішніх територій на узбережжя та у міста і приміські території Кальярі, Порто-Торрес та Ольбії.

## Демографія
Сардинія, маючи густину населення 69 чол./км2, що трохи більше третини середнього показника в країні, є четвертим найменш населеним регіоном Італії. Розподіл населення є аномальним в порівнянні з іншими регіонами Італії, що лежать мають вихід до моря. Всупереч загальній тенденції міські поселення переважають не на узбережжі, а в середині острова. Історичними причинами цього є постійні набіги Сарацинів у середні віки та болотистість прибережних рівнин. Ситуація змінилася з розвитком курортного туризму. Нині всі великі міста Сардинії розташовані на узбережжі, а середина острова малонаселена.
Це регіон з найнижчим сумарним коефіцієнтом народжуваності в Італії (1.087 народжень на жінку) та передостанній за народжуваністю. Тим не менш останнім часом населення збільшується через велику імміграцію, в основному з інших регіонів Італії, але також зі Східної Європи (особливо Румунії), Африки та Китаю.
Станом на 2013 рік у регіоні налічується 42 159 іноземців, що становить 2,5 % населення.

### Середня тривалість життя
Середня тривалість життя становить 81,9 року (84,9 — жінки та 78,9 — чоловіки)
Сардинія є однією з так званих «Синіх Зон» — територій, де середня тривалість життя набагато більша ніж в інших місцях. Сардинці разом з рюкюсцями (Японія) мають найбільший відсоток людей, яким більше 100 років, в світі. Головними причинами такого довголіття є генетичні особливості сардинців, спосіб життя, зокрема правильне харчування, та соціальна структура.

### Демографічні показники
- Народжуваність: 8.3 (на 1000 жителів — 2005)
- Середня тривалість життя]: 1.07 (народжень на жінку — 2005)
- Смертність: 8.7 (на 1000 жителів — 2005)
- Дитяча смертність (хлопчики): 4.6 (на 1000 народжень — 2000)
- Дитяча смертність (дівчата): 3.0 (на 1000 народжень — 2000)
- Коефіцієнт одрудень: 4.0 (на 1000 жителів — 2005)
- Коефіцієнт самогубств: 11.4 (на 100 000 жителів)
- Грамотність: 98,2%

### Поширеність у світі
Досить великі спільноти сардинців є в П'ємонті, Лігурії, Ломбардії, Тоскані та Лаціо. Сардинці та їх нащадки також живуть в Німеччині, Франції, Бельгії та Швейцарії. Серед обох Америк сардинці мігрують переважно в Південну, зокрема в Аргентину та Уругвай. Маленькі спільноти нащадків сардинців є в Бразилії (переважно в містах Белу-Оризонті, Ріо-де-Жанейро та Сан-Паулу), Великій Британії та Австралії.
Місцева влада Сардинії веде список усіх сардинських організацій за межами острова. Станом на 2012 там записано 145 організацій.

## Мови
Італійська мова, яка була введена законом від липня 1760 як офіційна мова П'ємонтського королівства на зміну іспанській мові, та сардська мова є найбільш поширеними на острові. Однак досить сувору систему освіти сардинська мова непопулярна серед молоді, значно менше людей нині знають цю мову. В результаті цього логудорський та кампіданійський діалекти були визнані ЮНЕСКО як такі, що перебувають під загрозою. Іншими мовами, які також використовуються на Сардинії, є сассарійська, галурійська, алгерська каталонська та лігурійська. Вони також перебувають під загрозою.

## Народні костюми

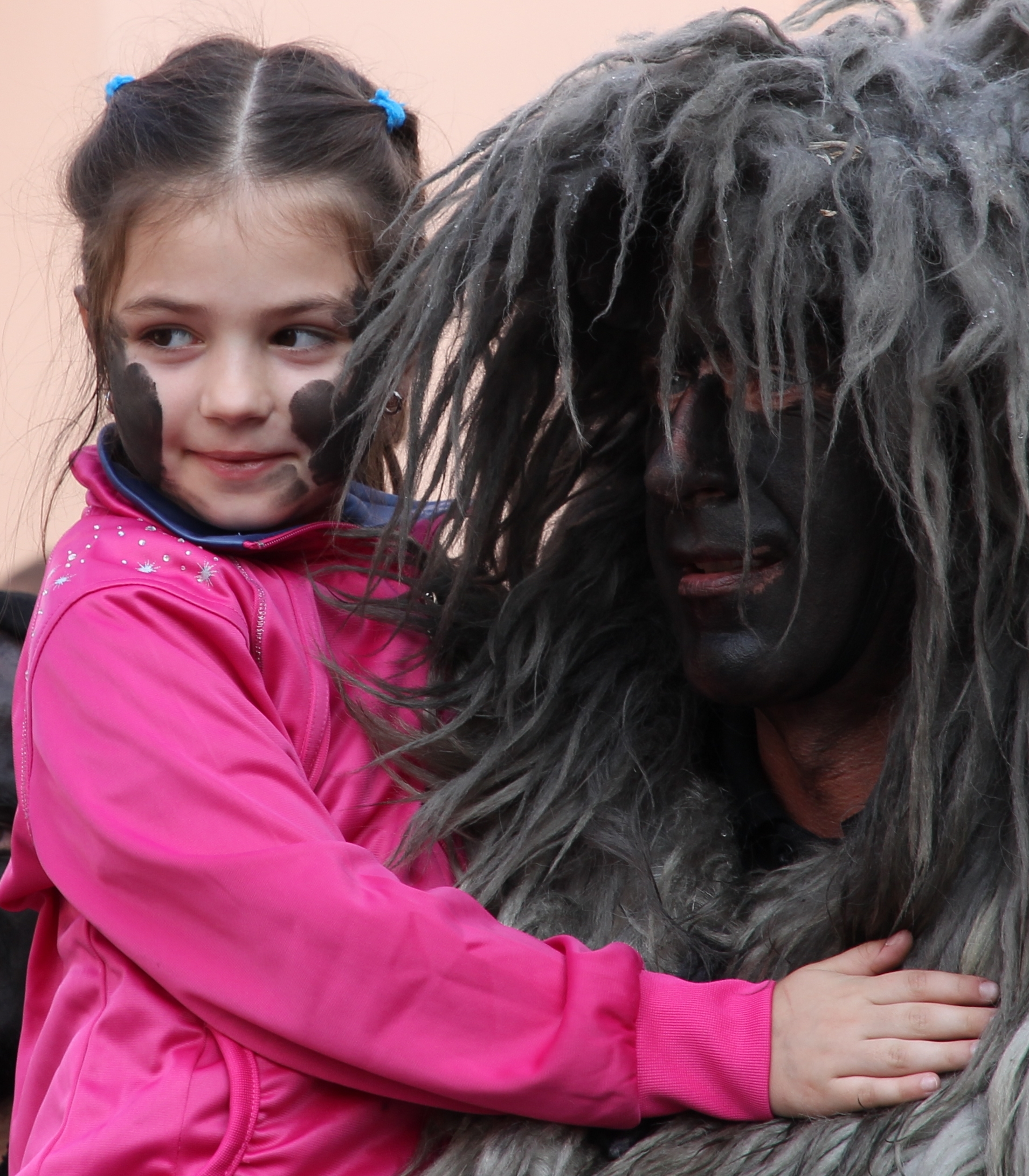
Маска з Фонні
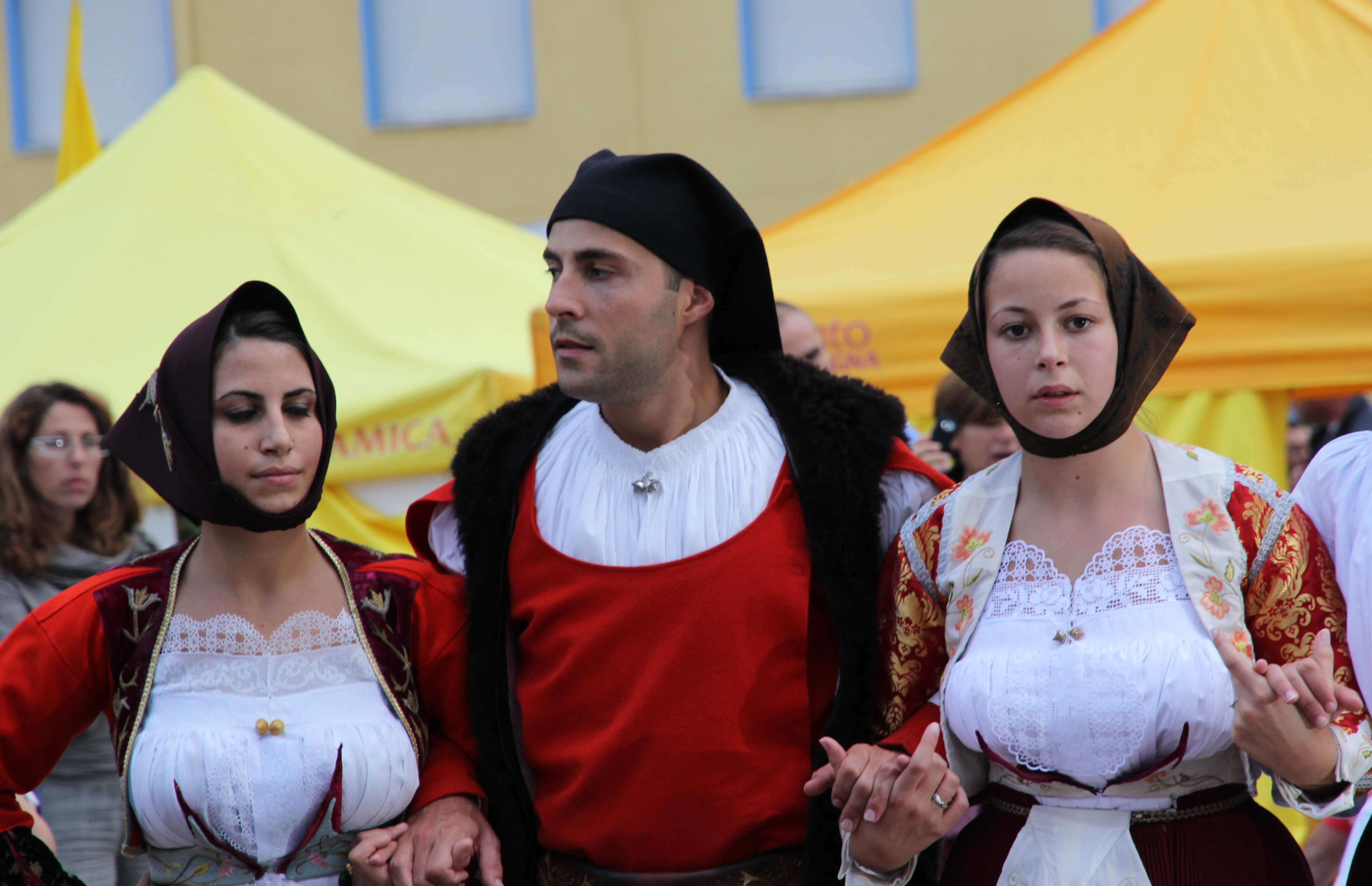
Костюми з Фонні
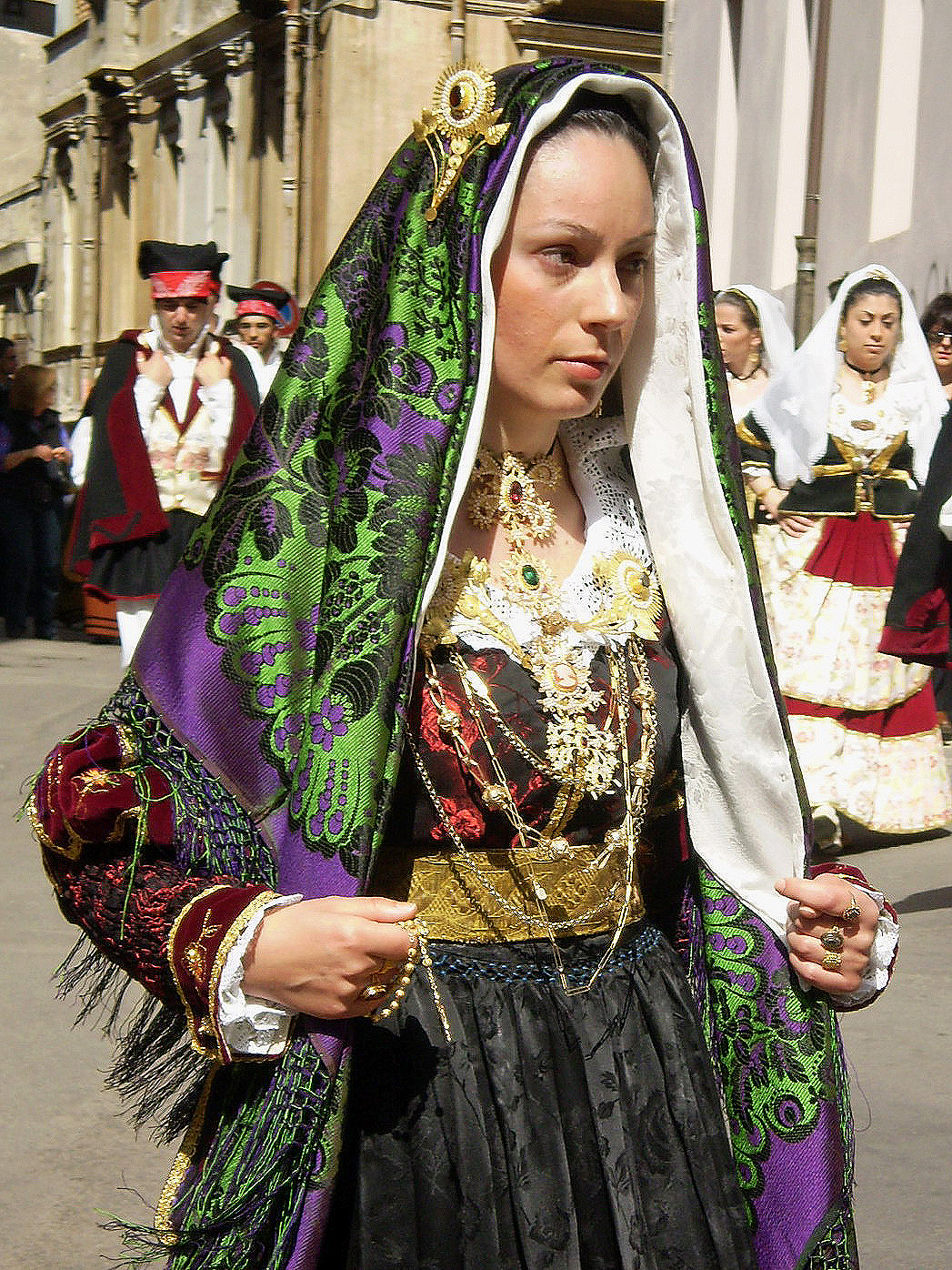
Костюми з Маракалагоніс
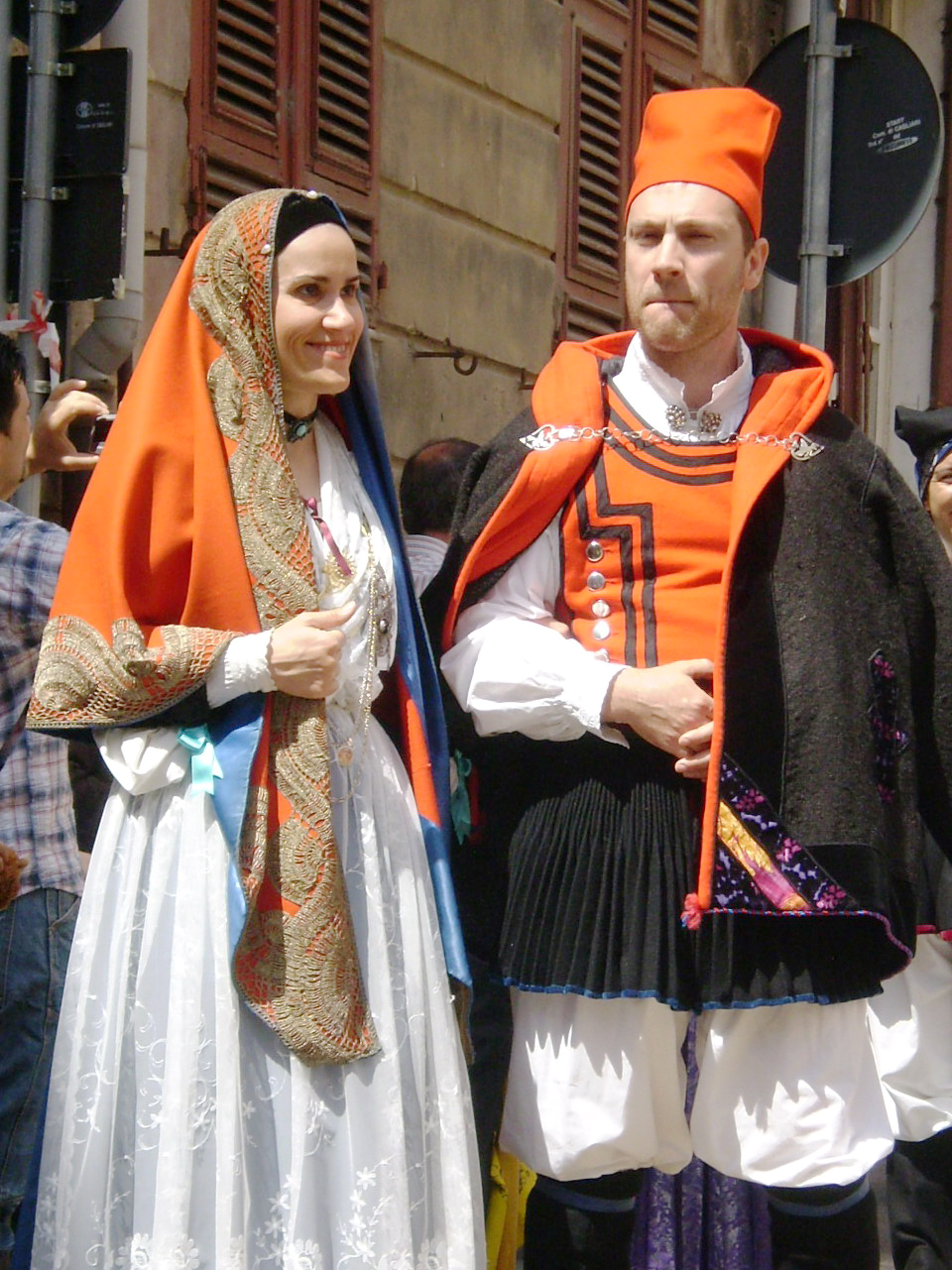
Костюми з Кальярі
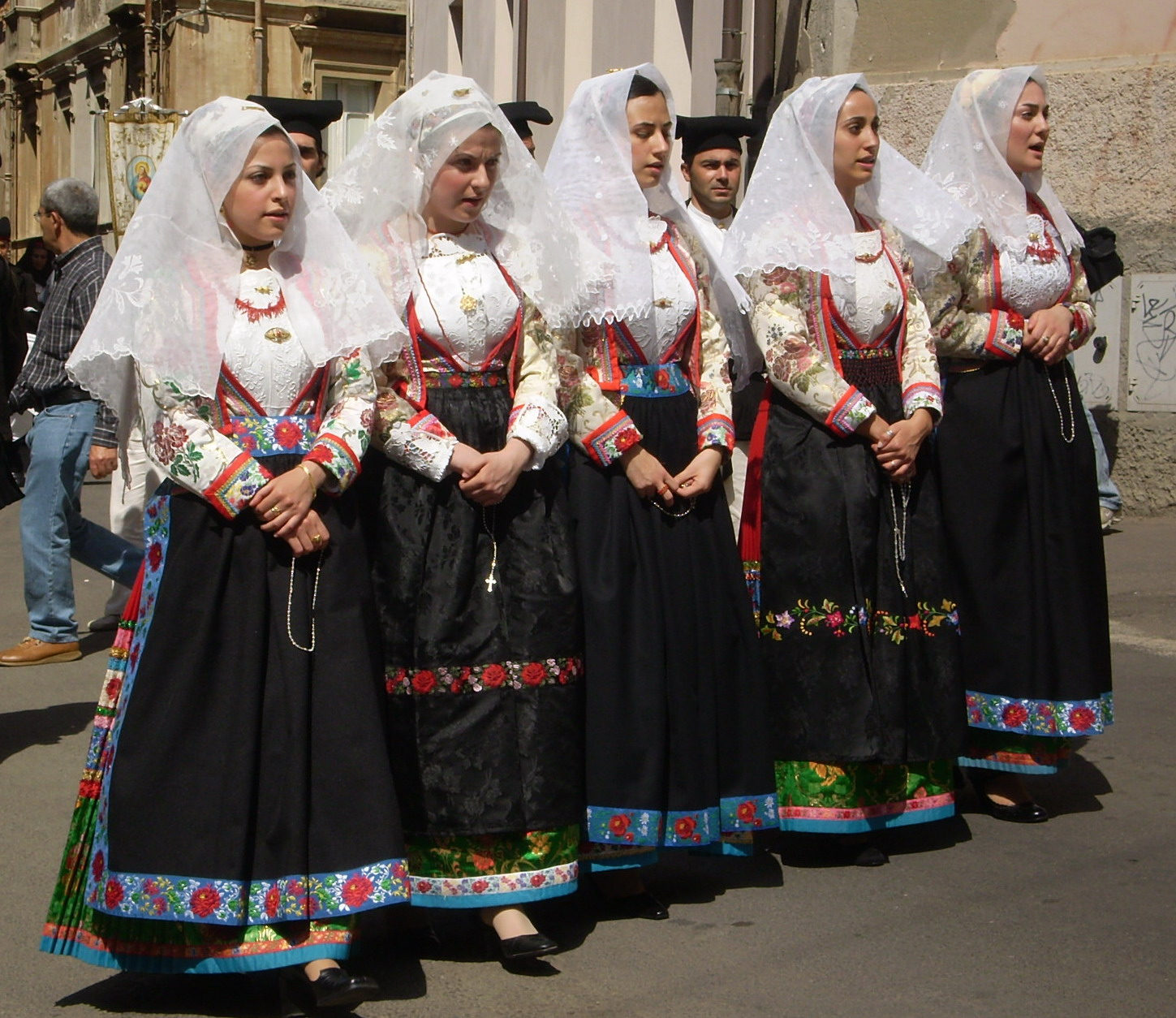
Костюми з Бузакі
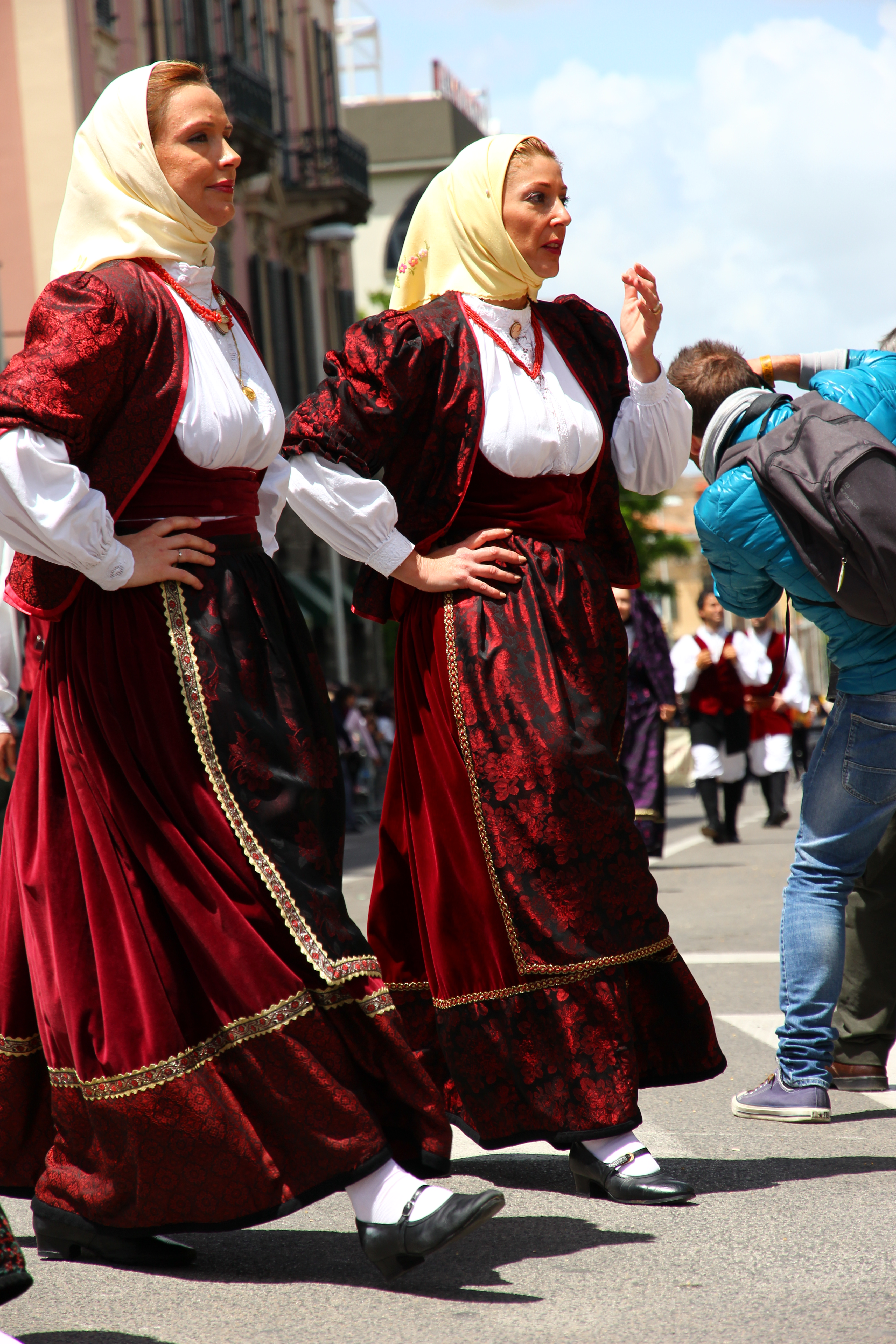
Костюми з Ольбії
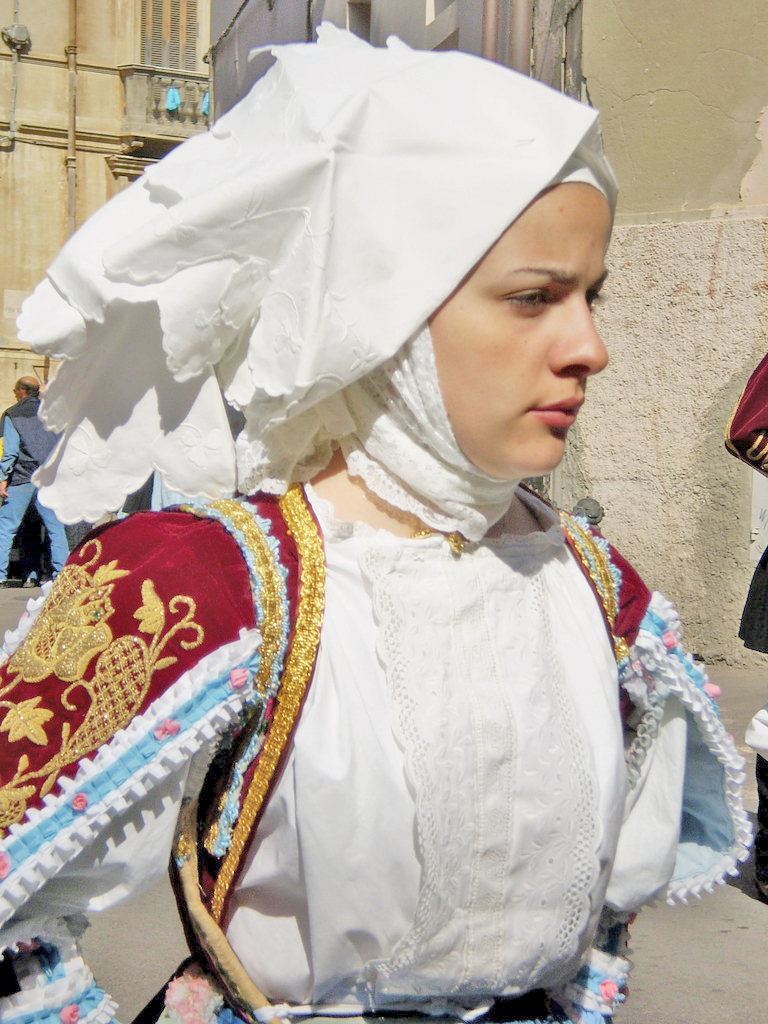
Костюм зі Сеннорі
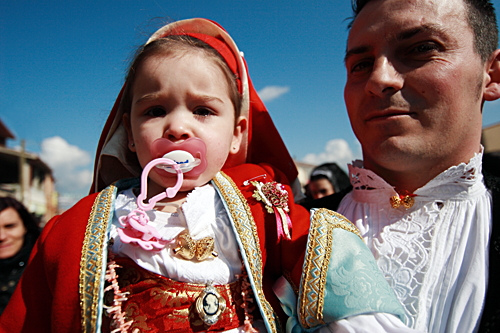
Костюм з Ористано
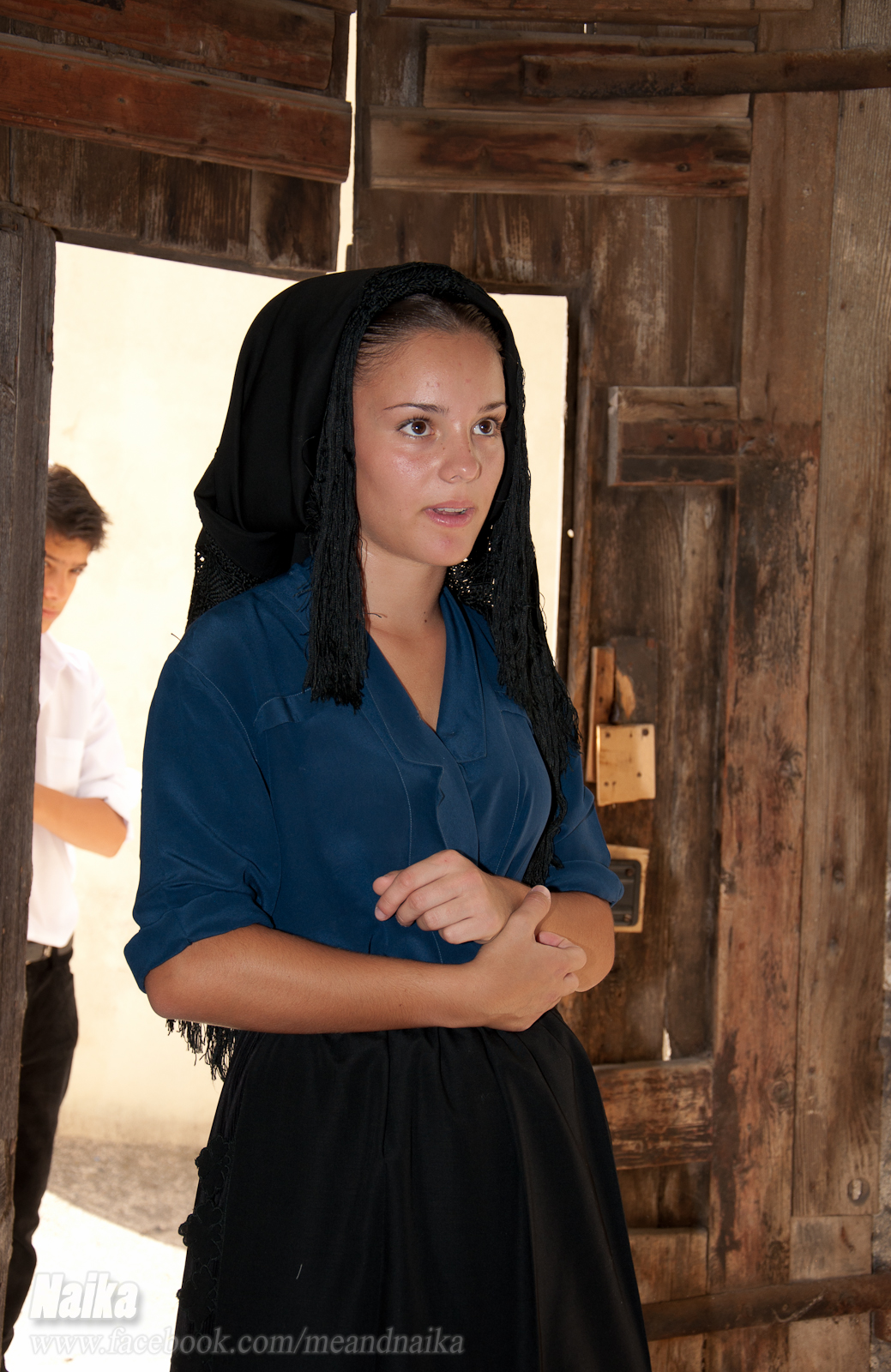
Повсякденний народний костюм з Доргалі
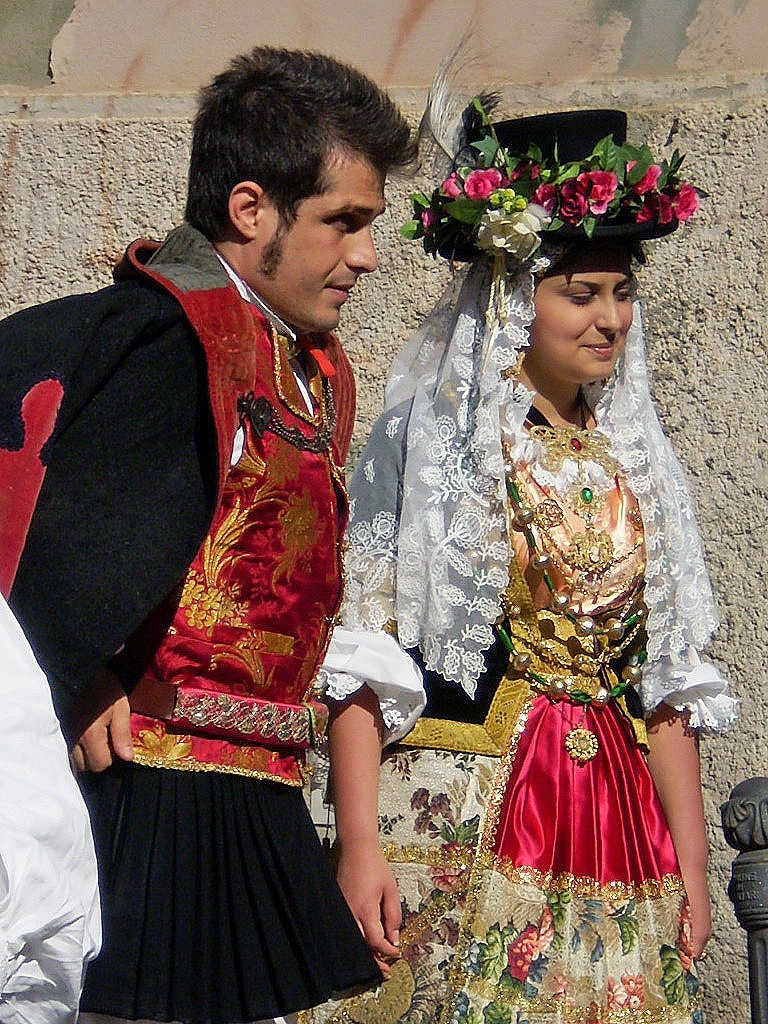
Костюми з Куарту-Сант'Елена
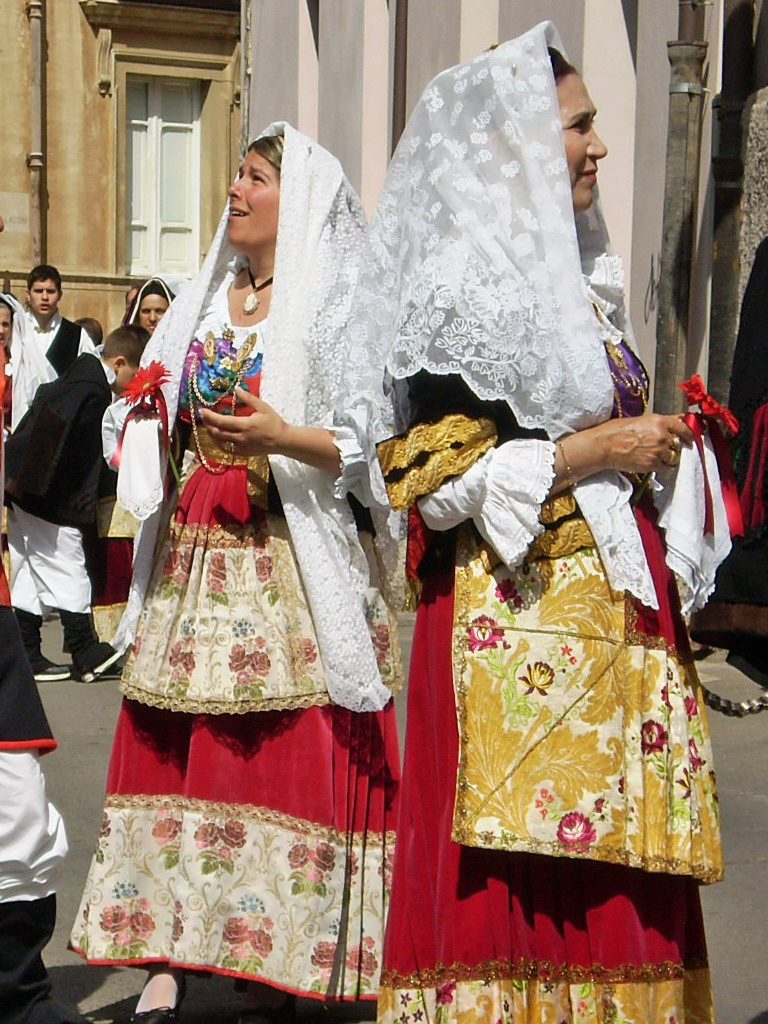
Костюми з Селарджусу
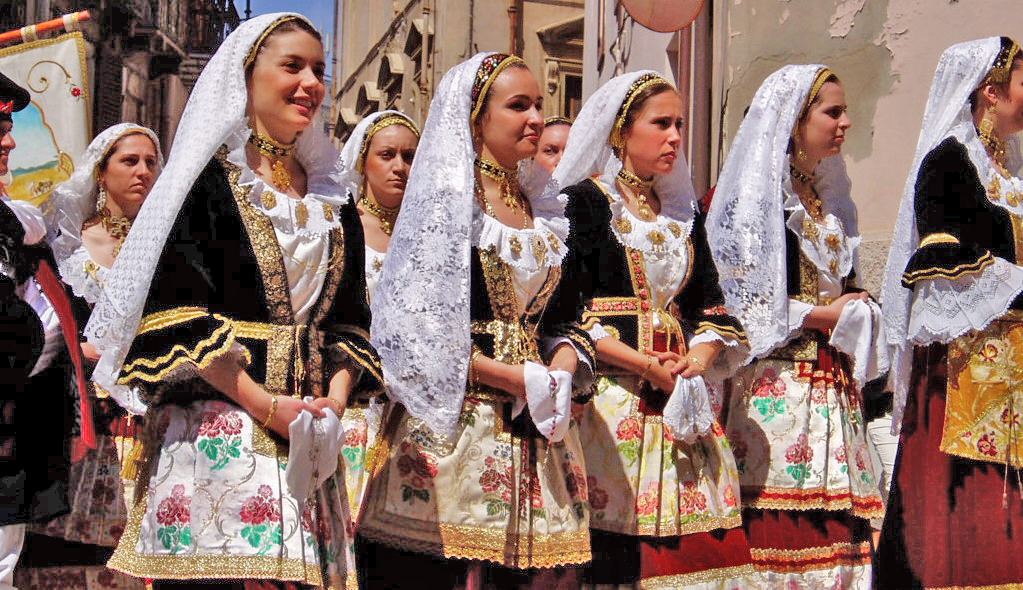
Костюми з Селарджусу
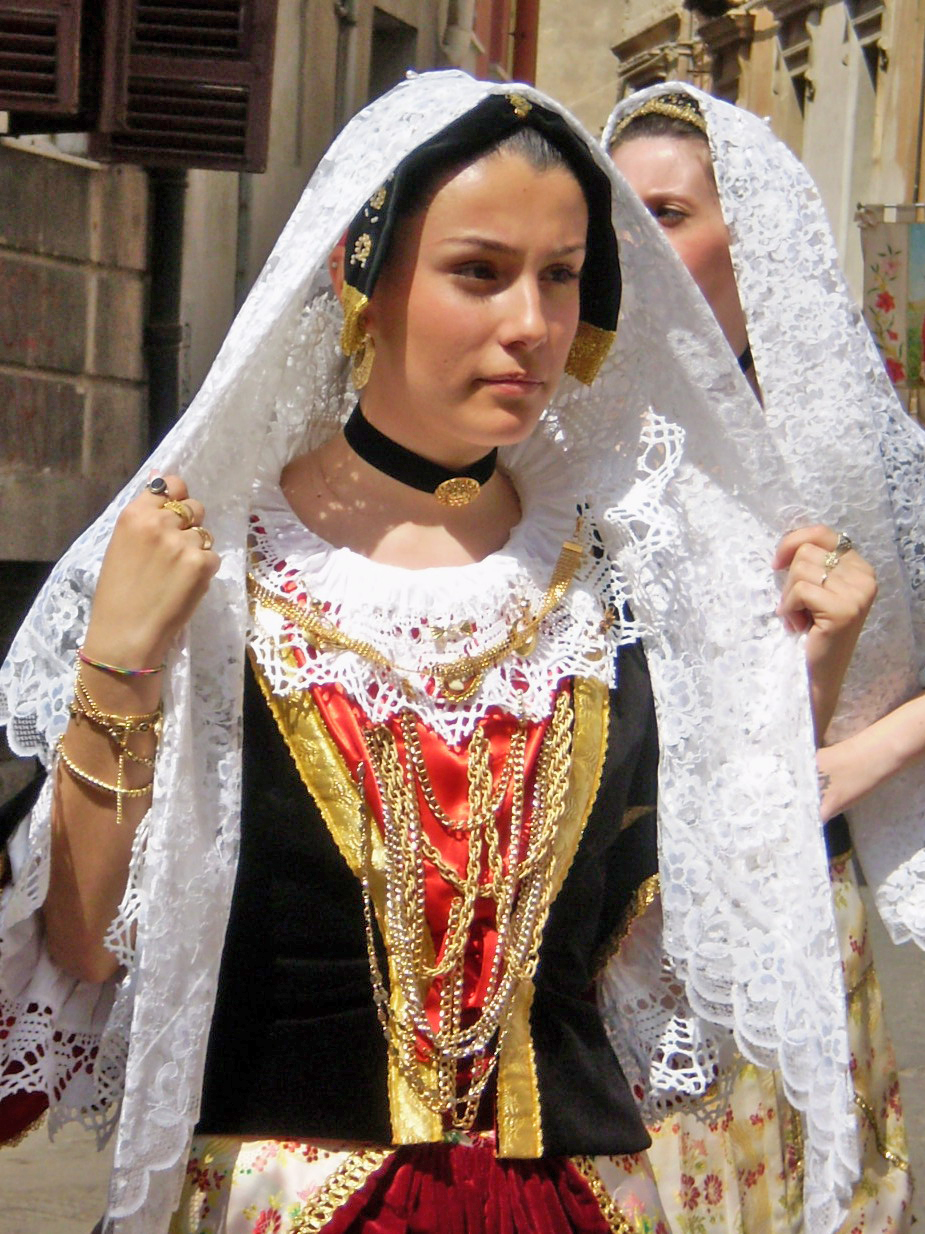
Костюм зі Сеттімо-Сан-П'єтро
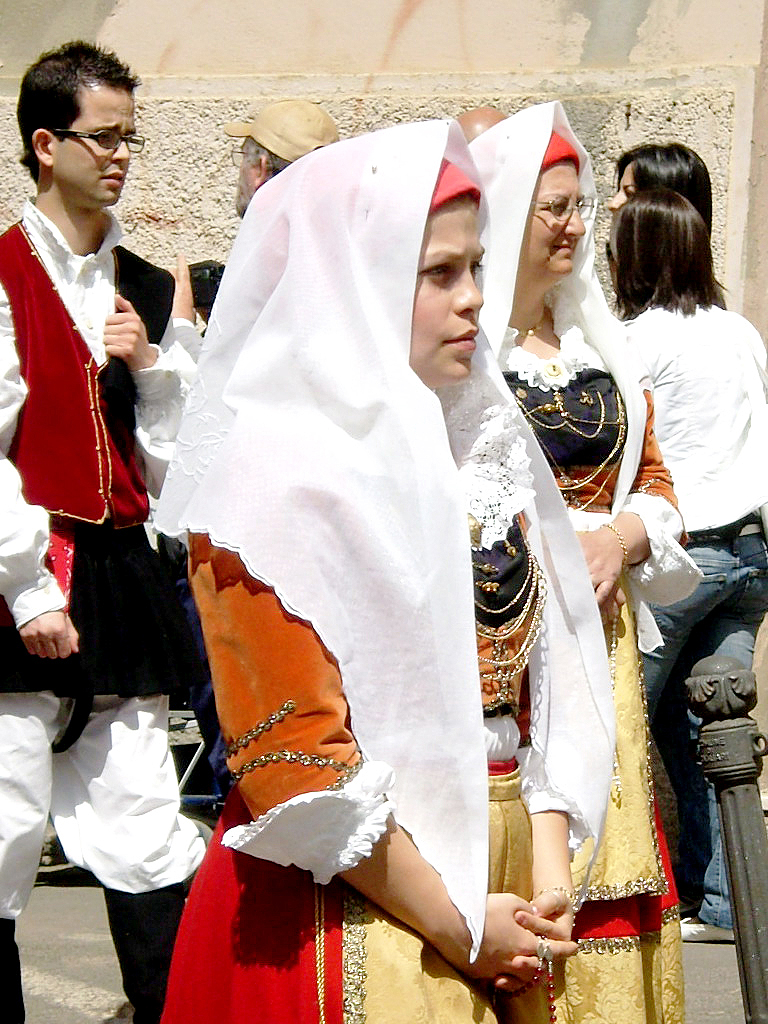
Костюми з Доліанова
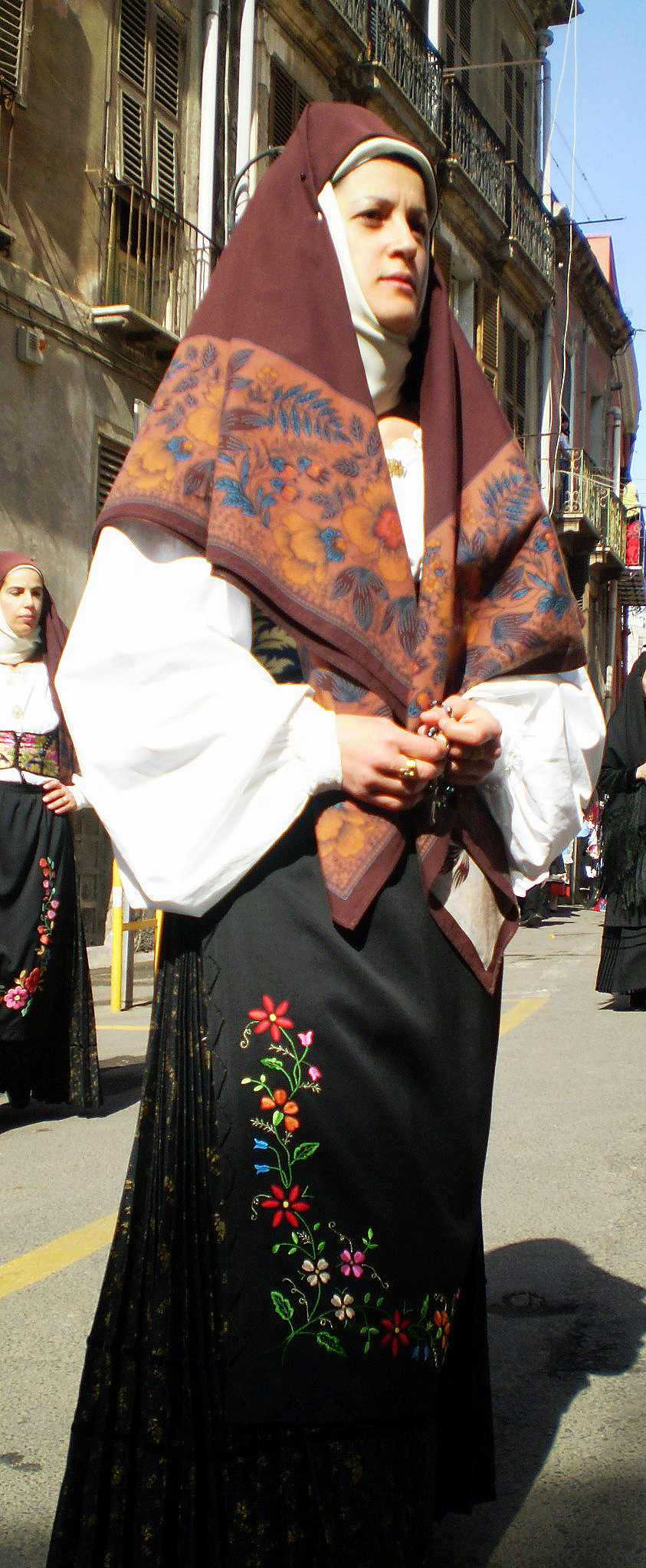
Костюм з Нурагусу
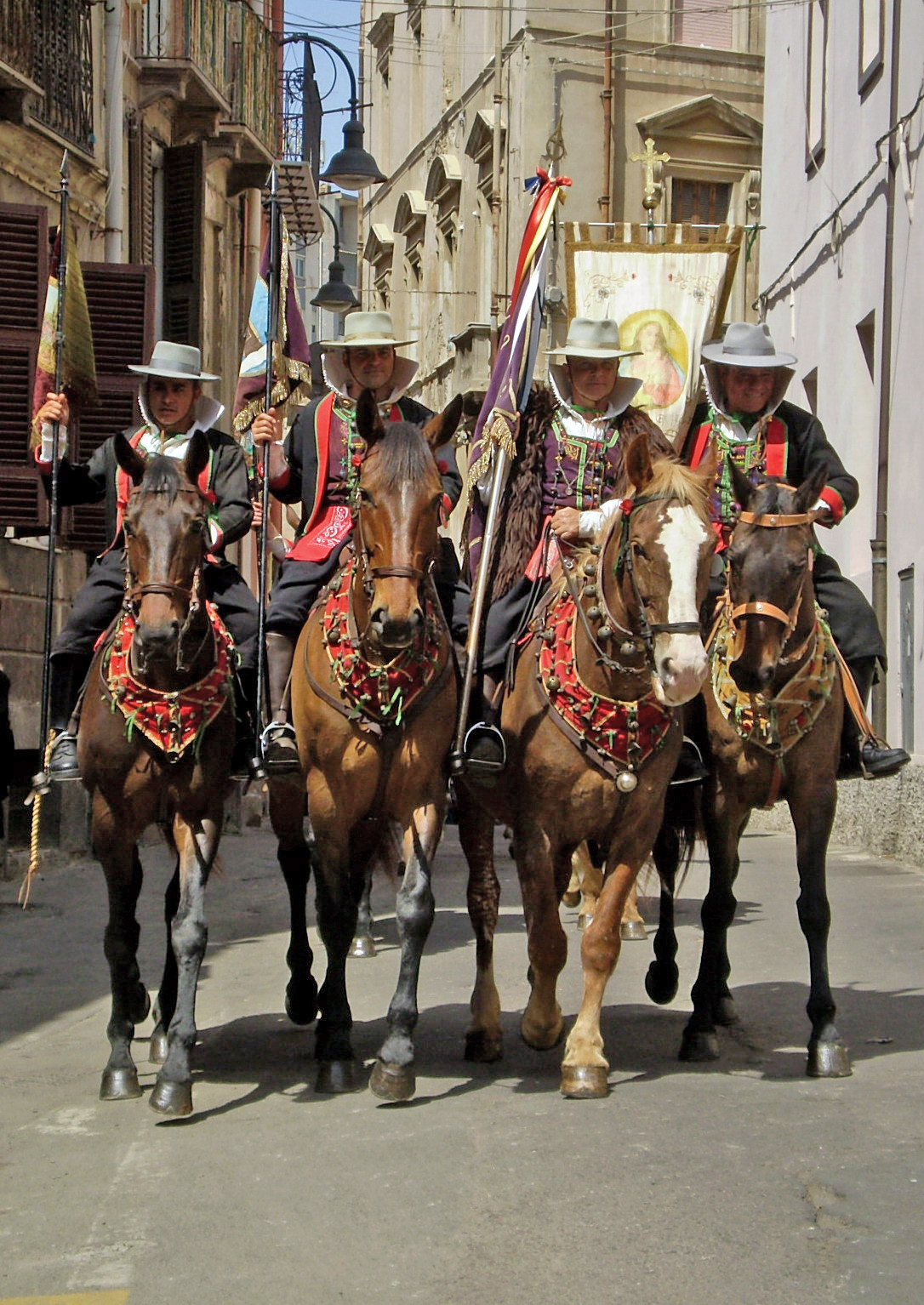
Лицарі з Теулади
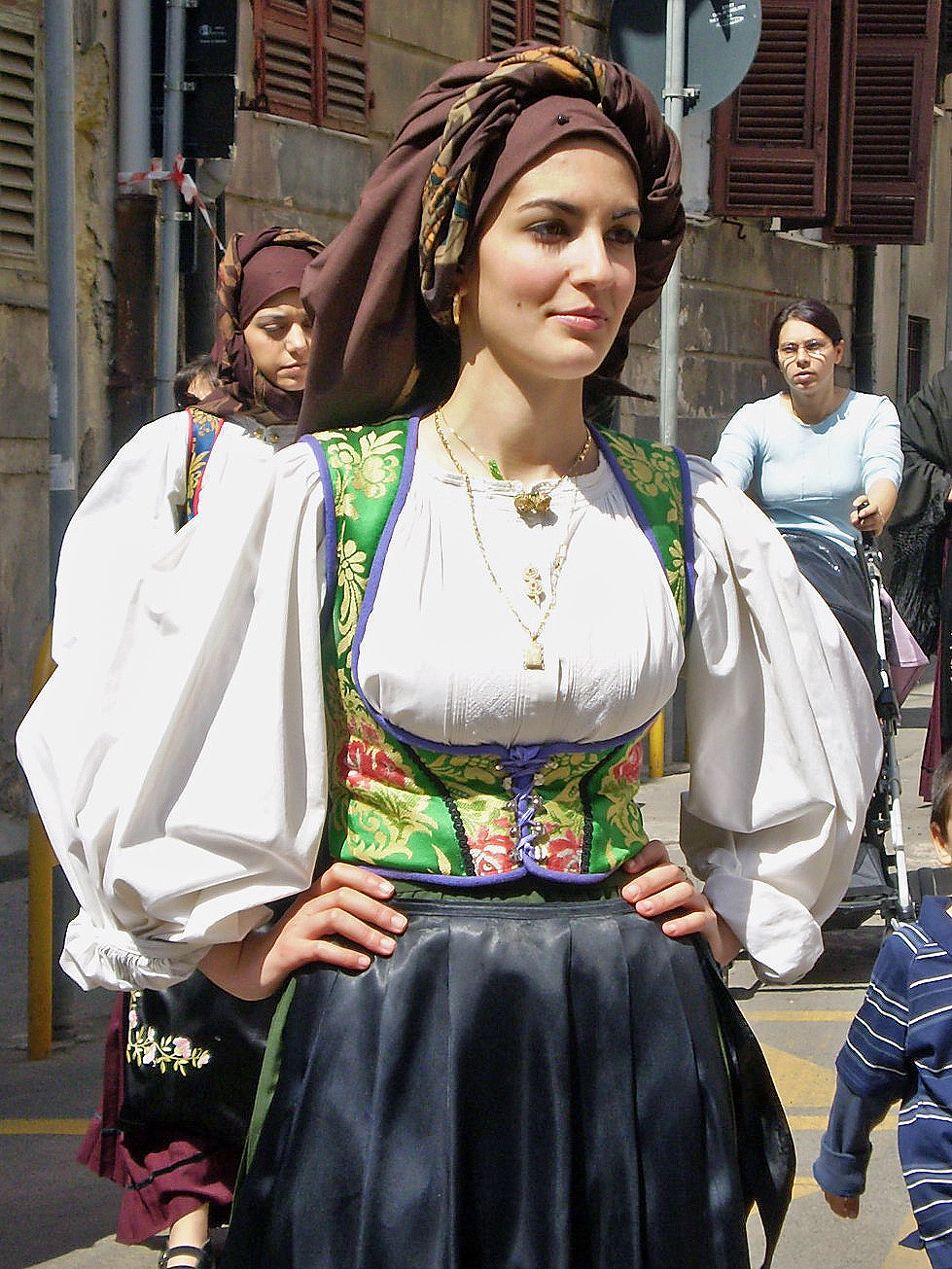
Костюм з Лаконі
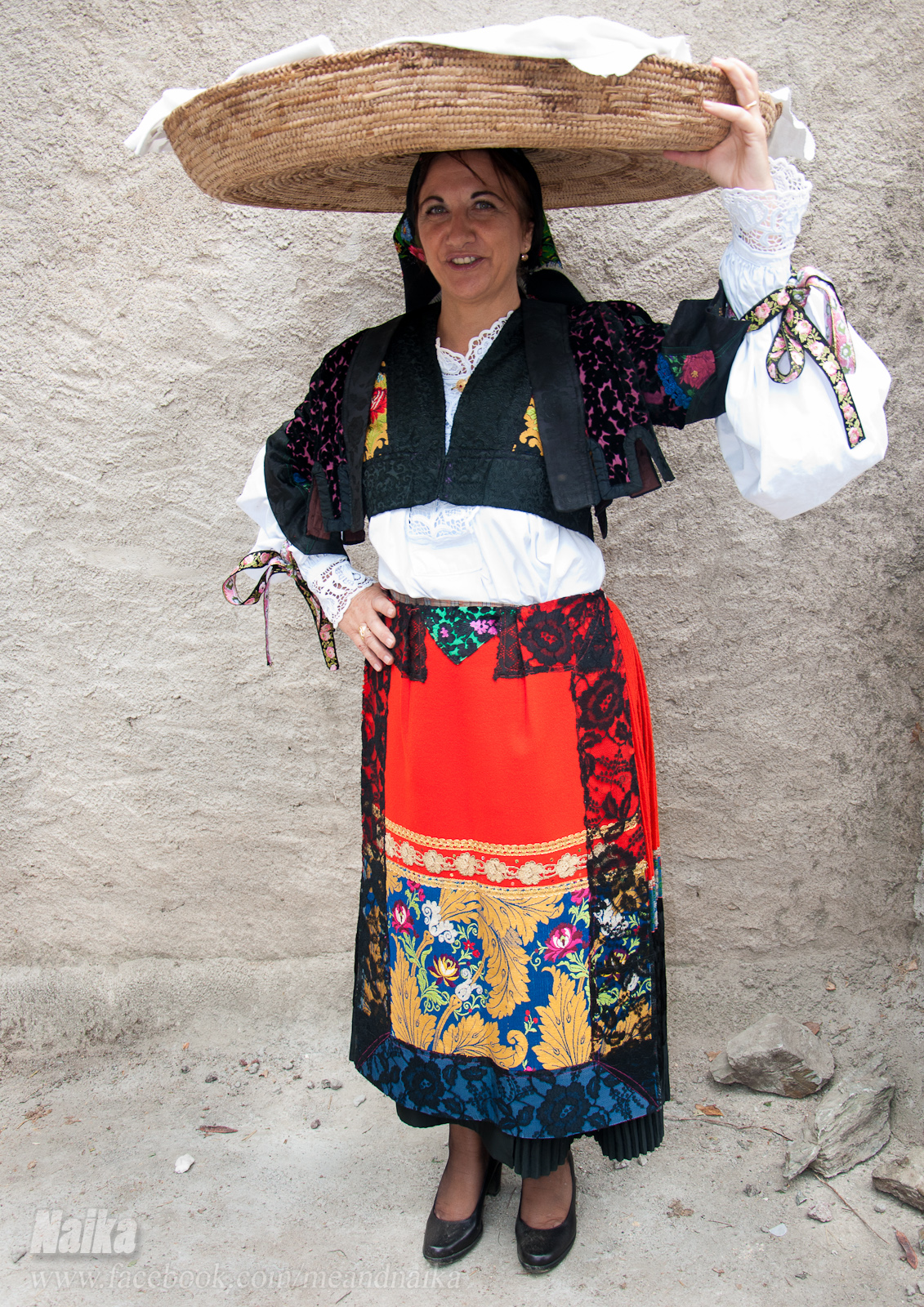
Костюм з Тонара
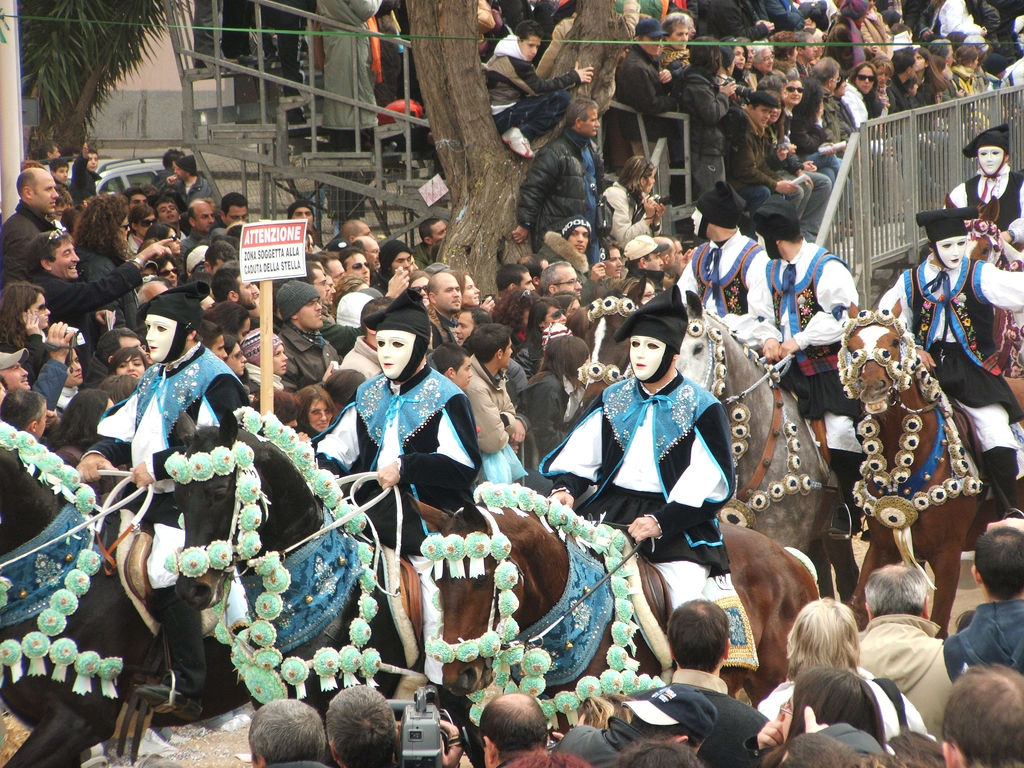
Лицарі на святі "Sa Sartiglia" в Ористано.
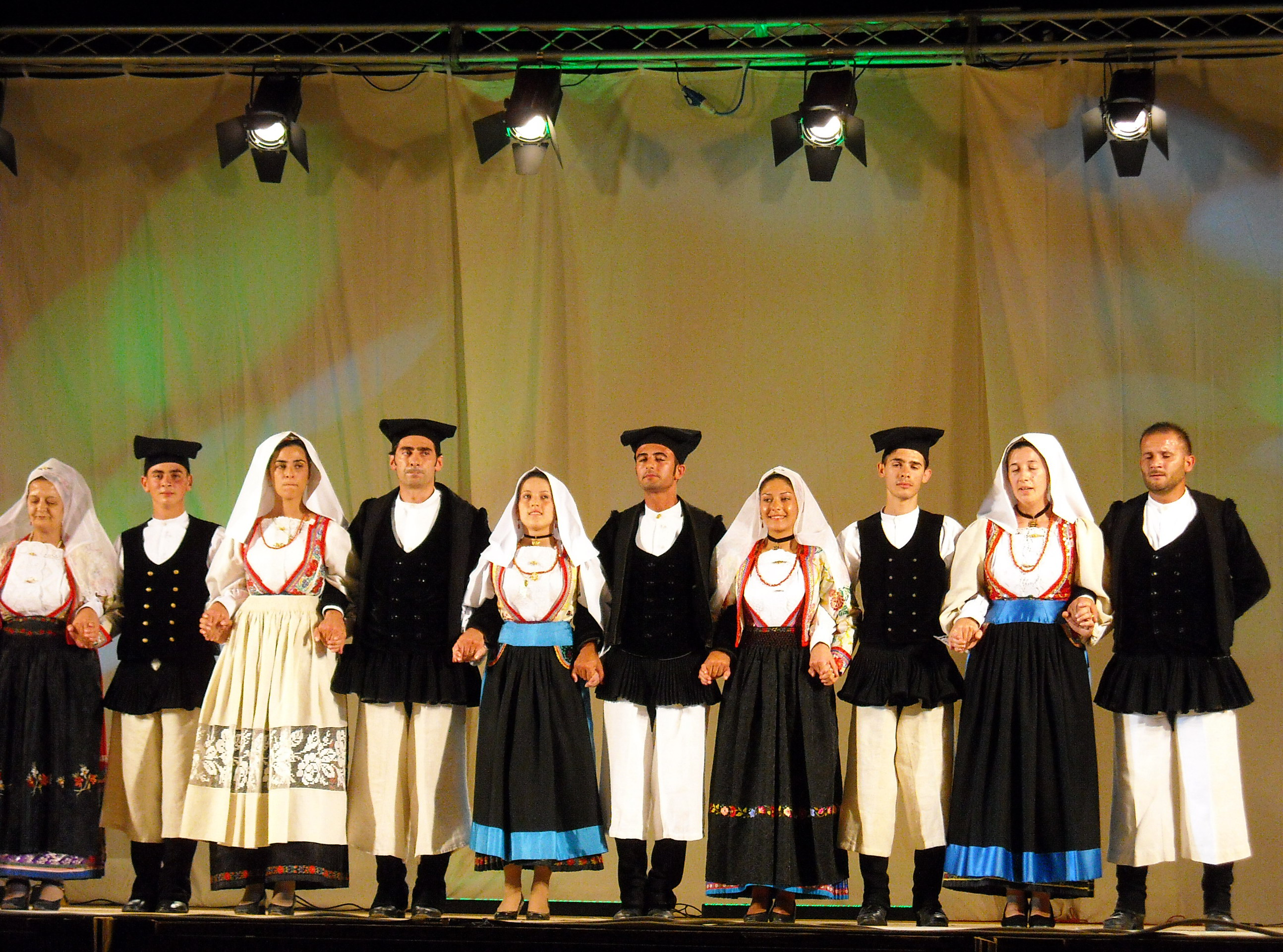
Костюми з Бузакі
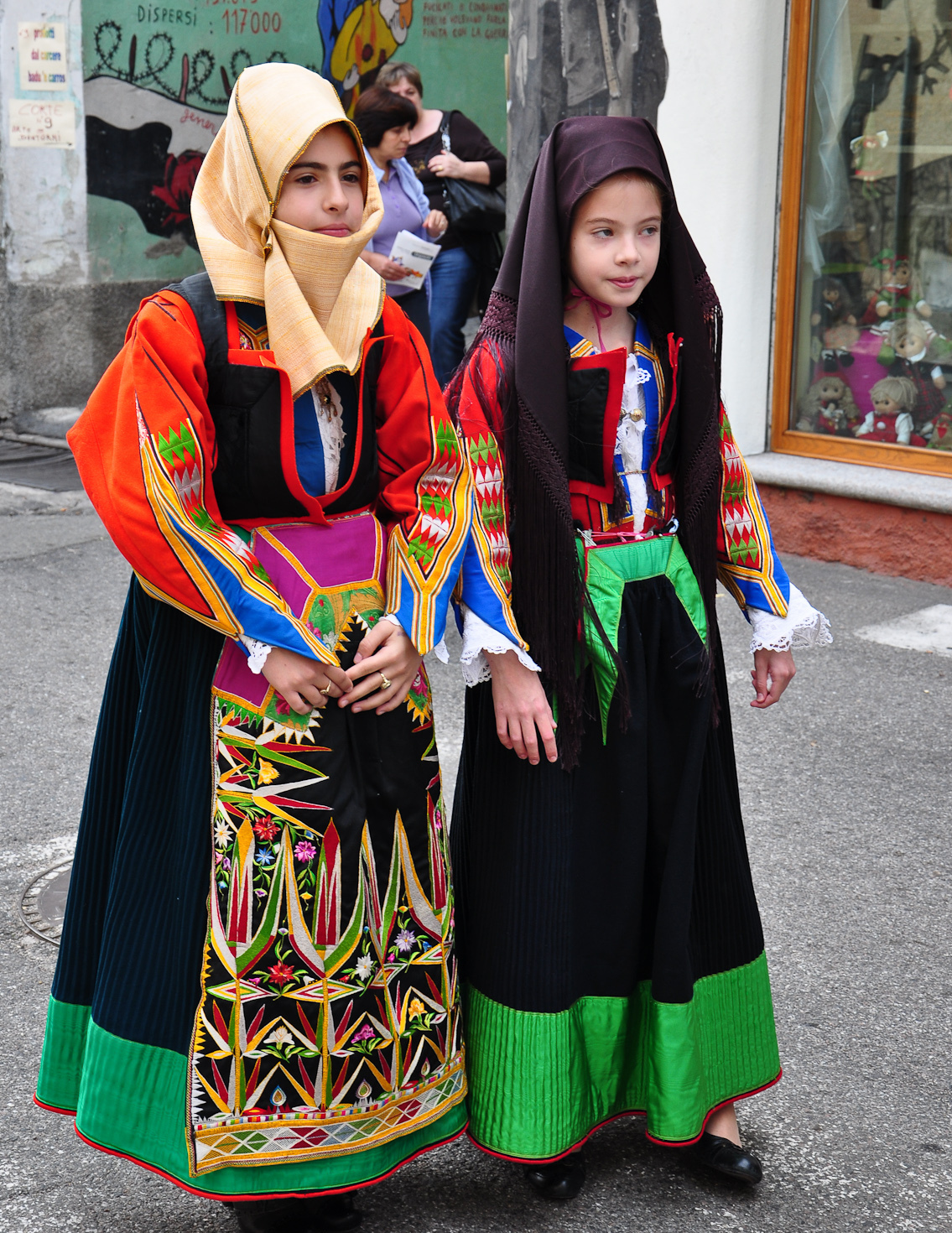
Костюми з Оргозоло
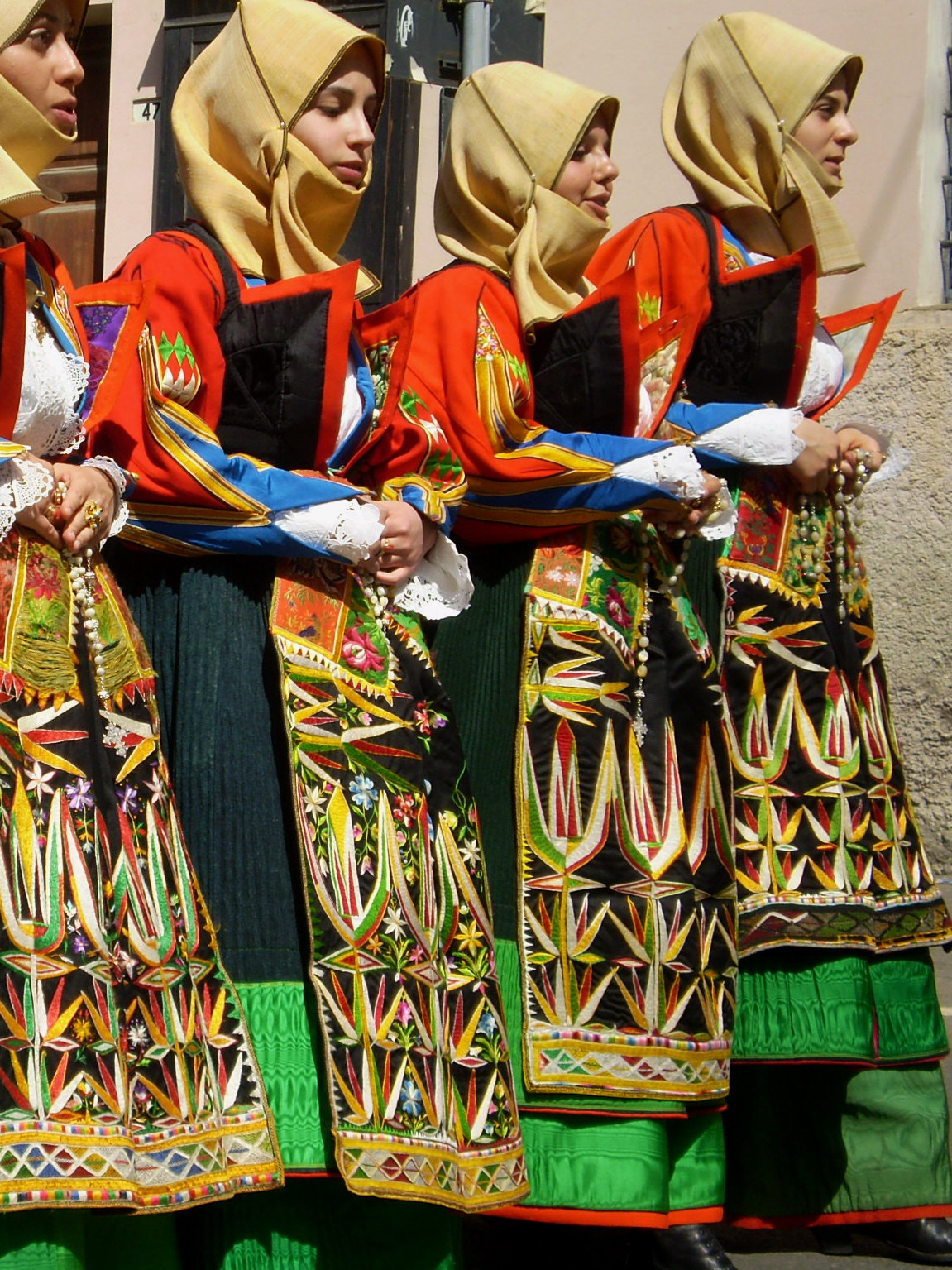
Костюми з Оргозоло
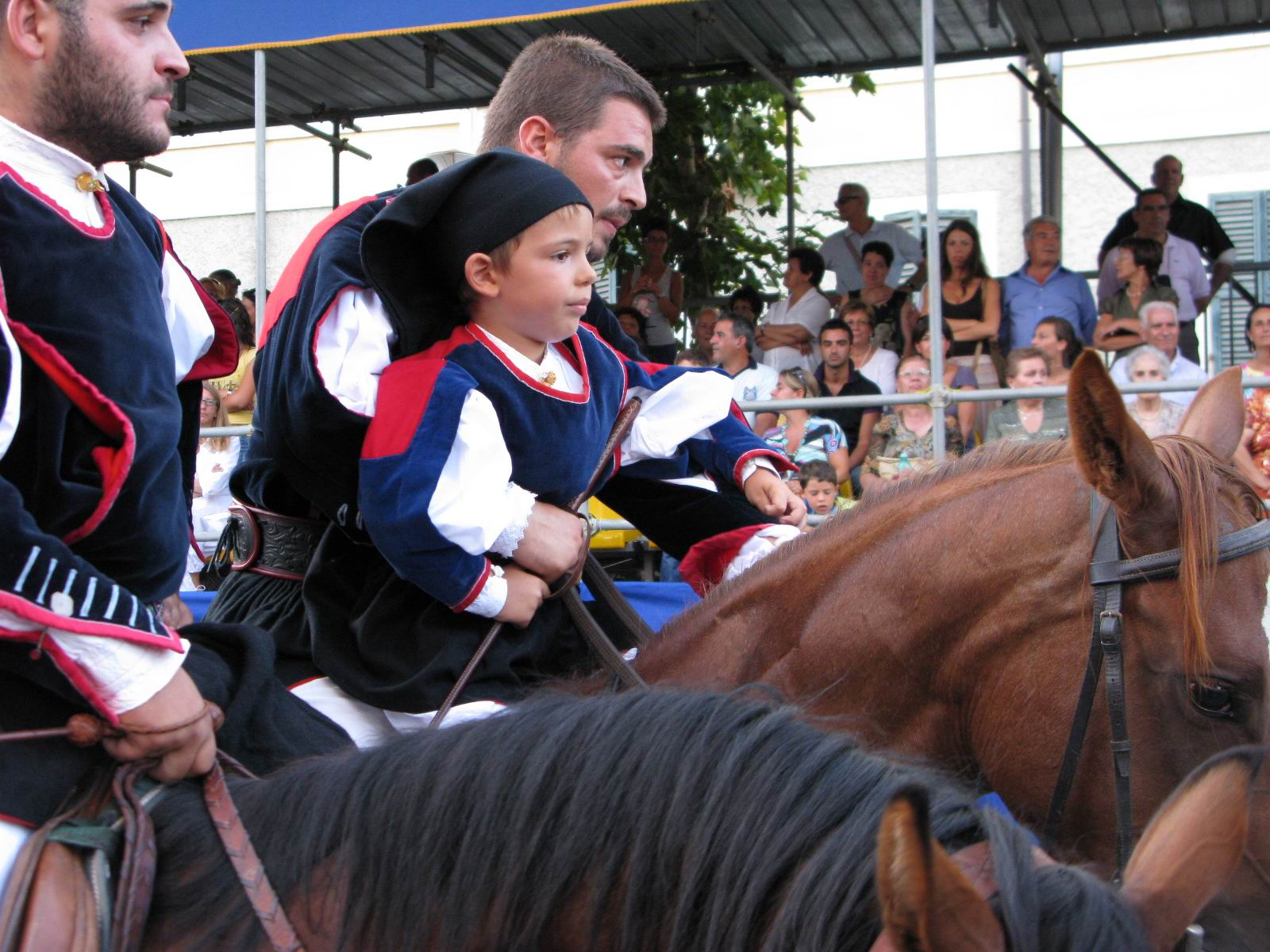
Костюми на святі "Sagra del Redentore" в Нуоро
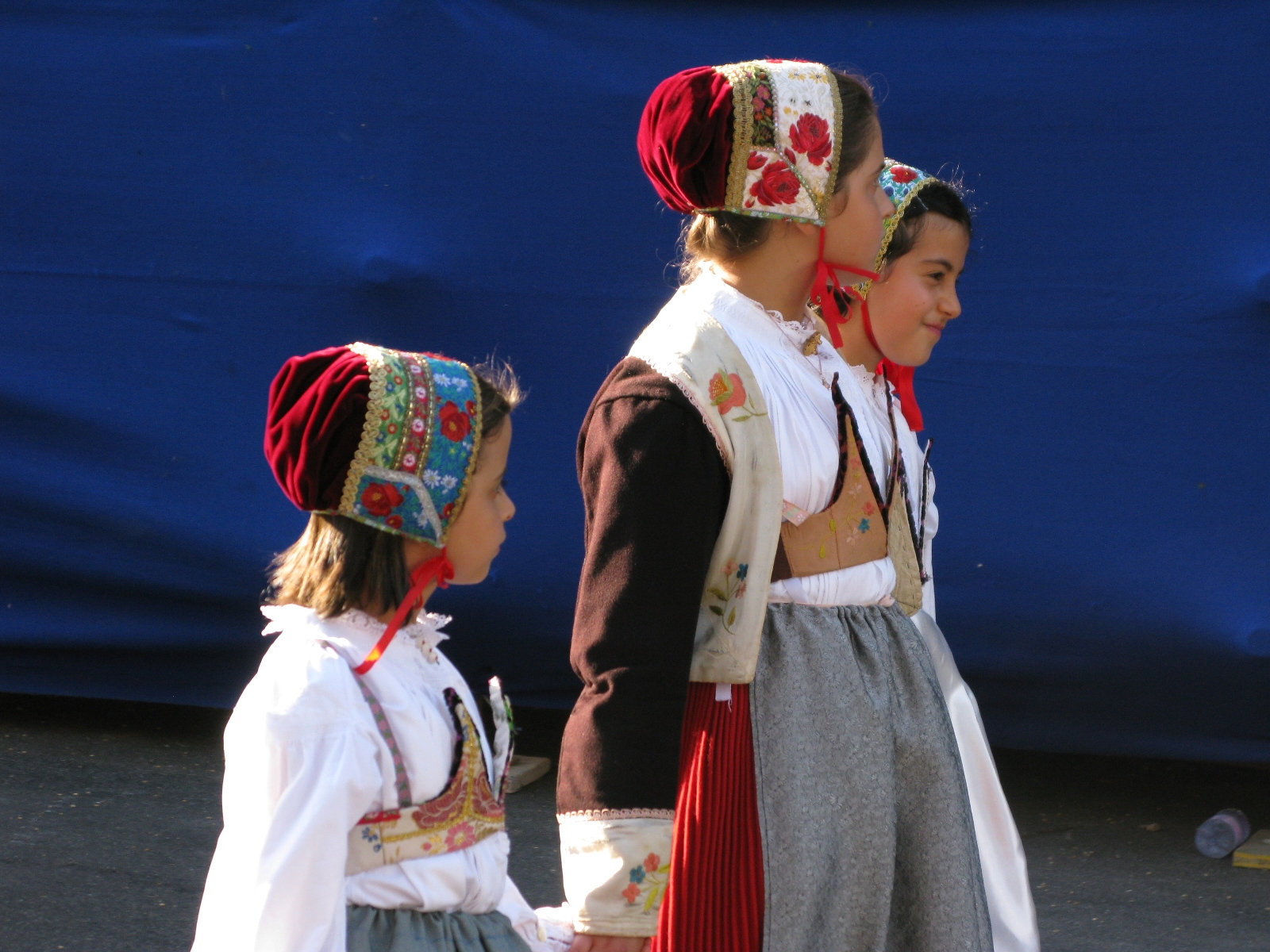
Костюми з Оводда
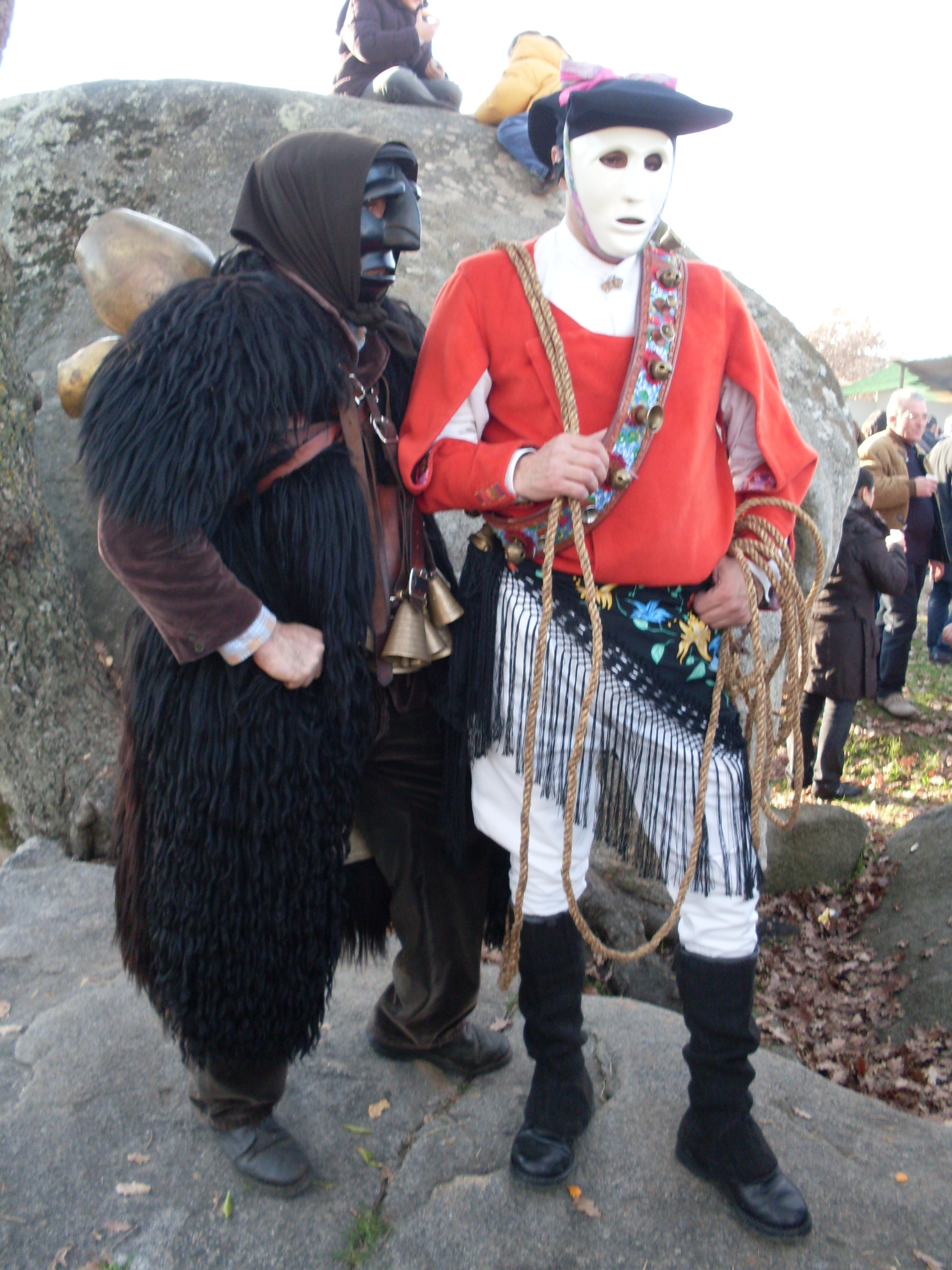
"Mamuthone" та Issohadore - традиційні карнавальні костюми з Мамояда
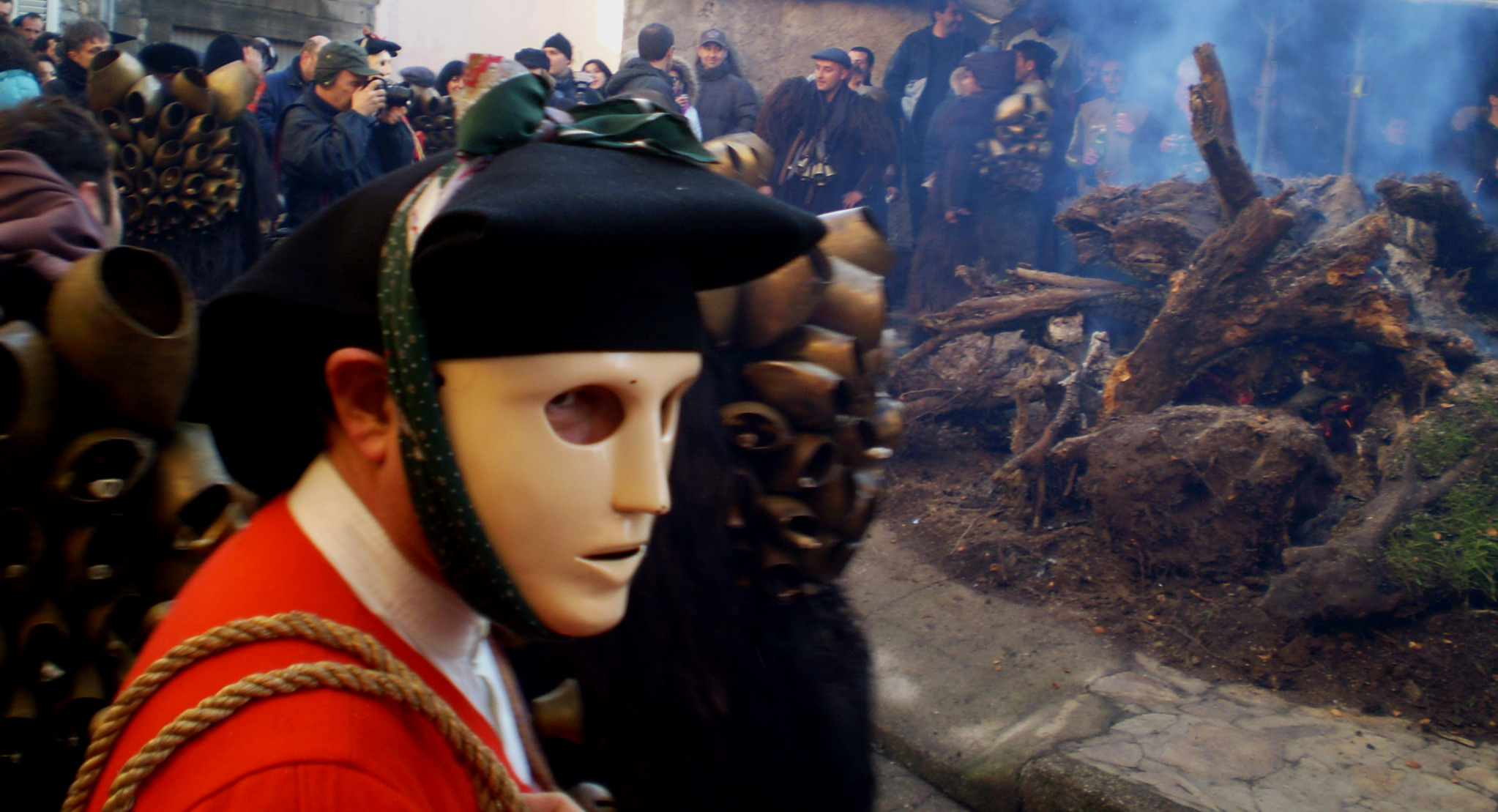
"Issohadore" - типова маска для сардинського карнавалу (Мамояда)
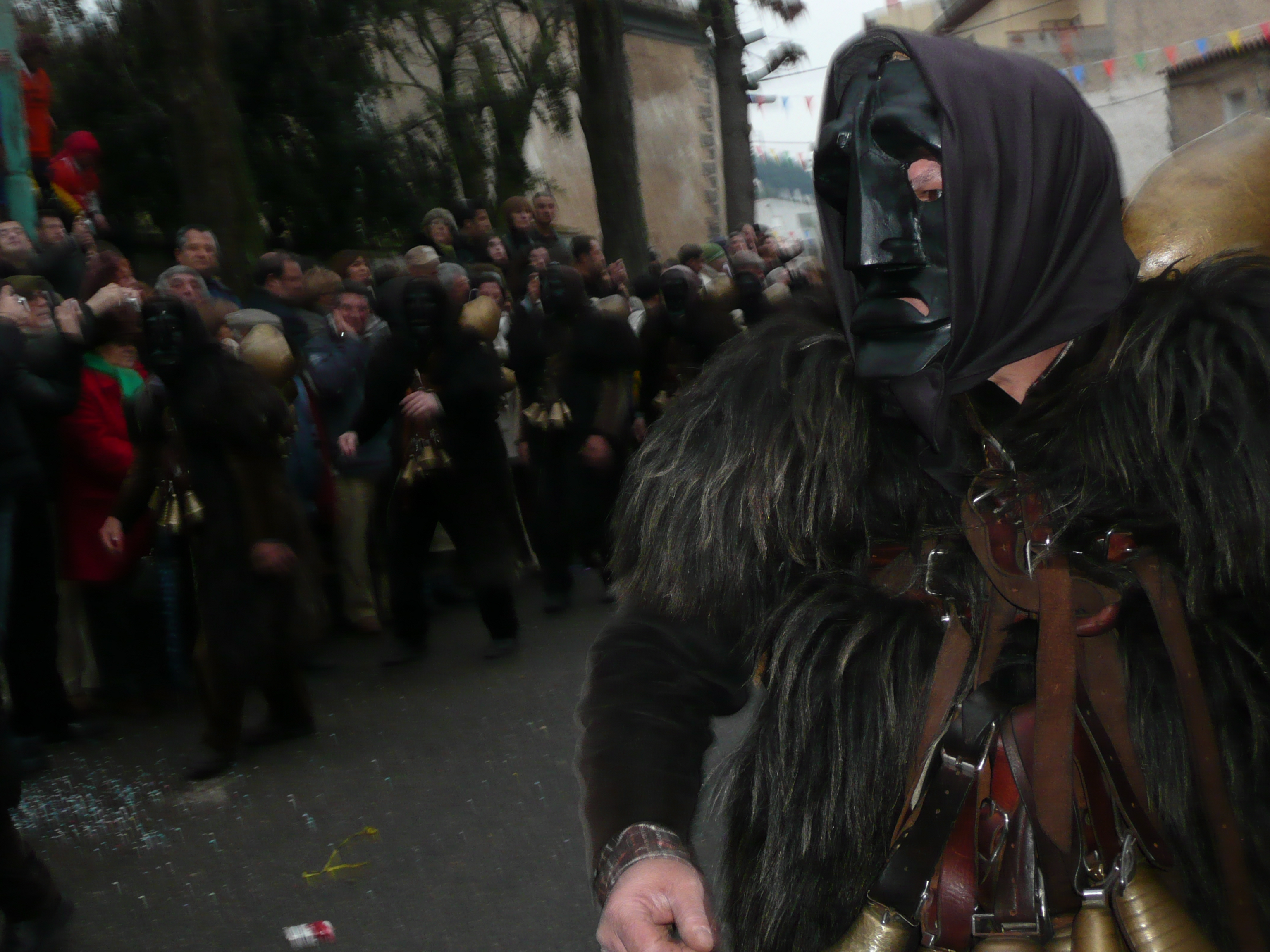
"Mamuthone" - інша типова маска для карнавалу (Мамояда)
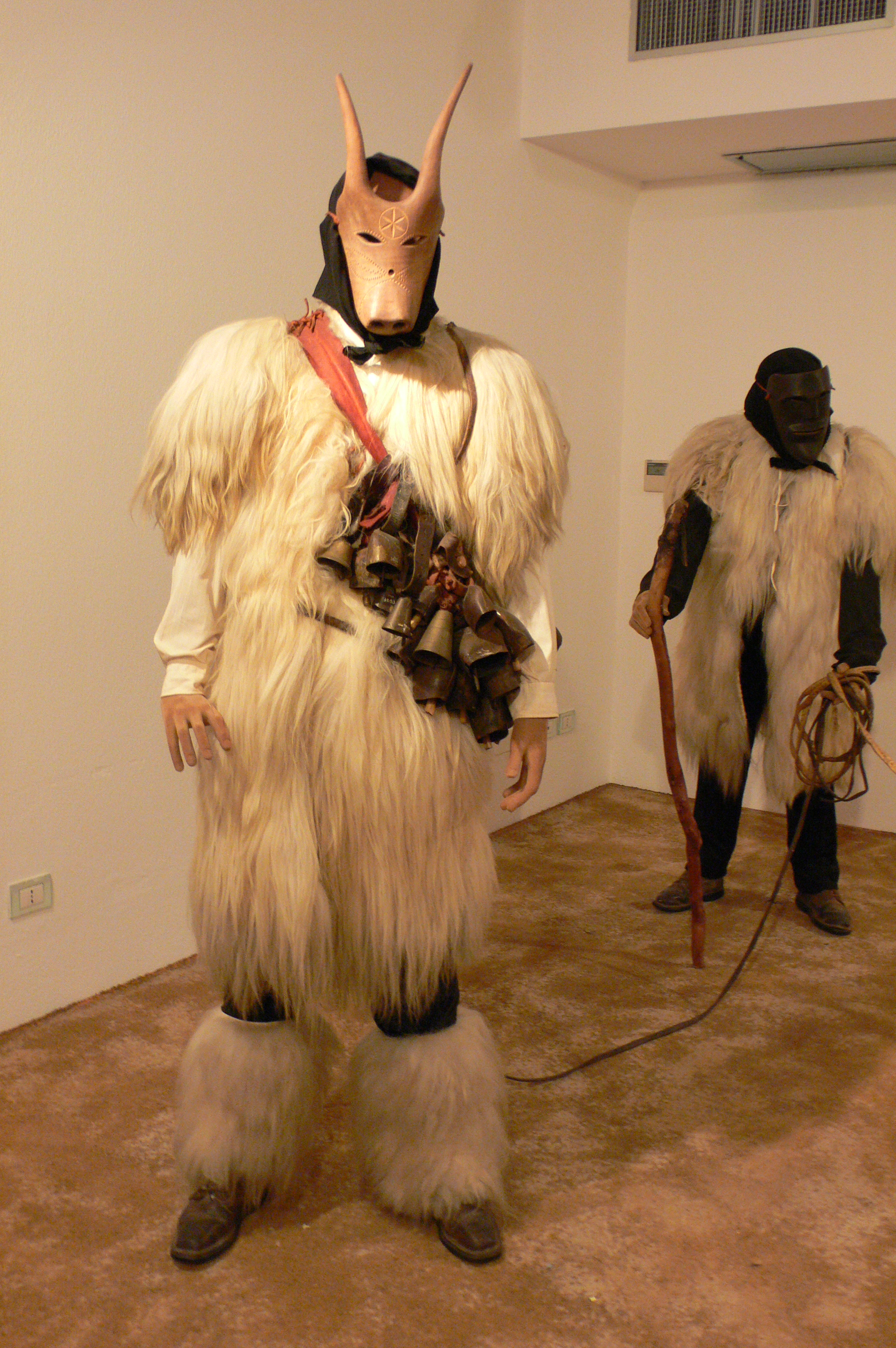
"Boe" та "Merdule" (Оттана)
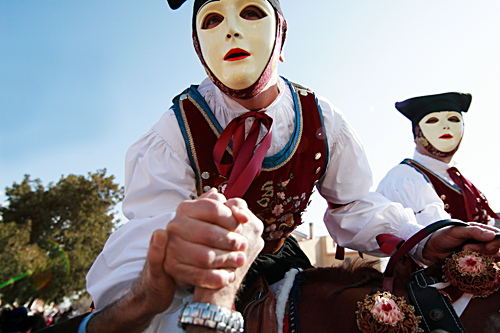
Маска для свята "Sartiglia"
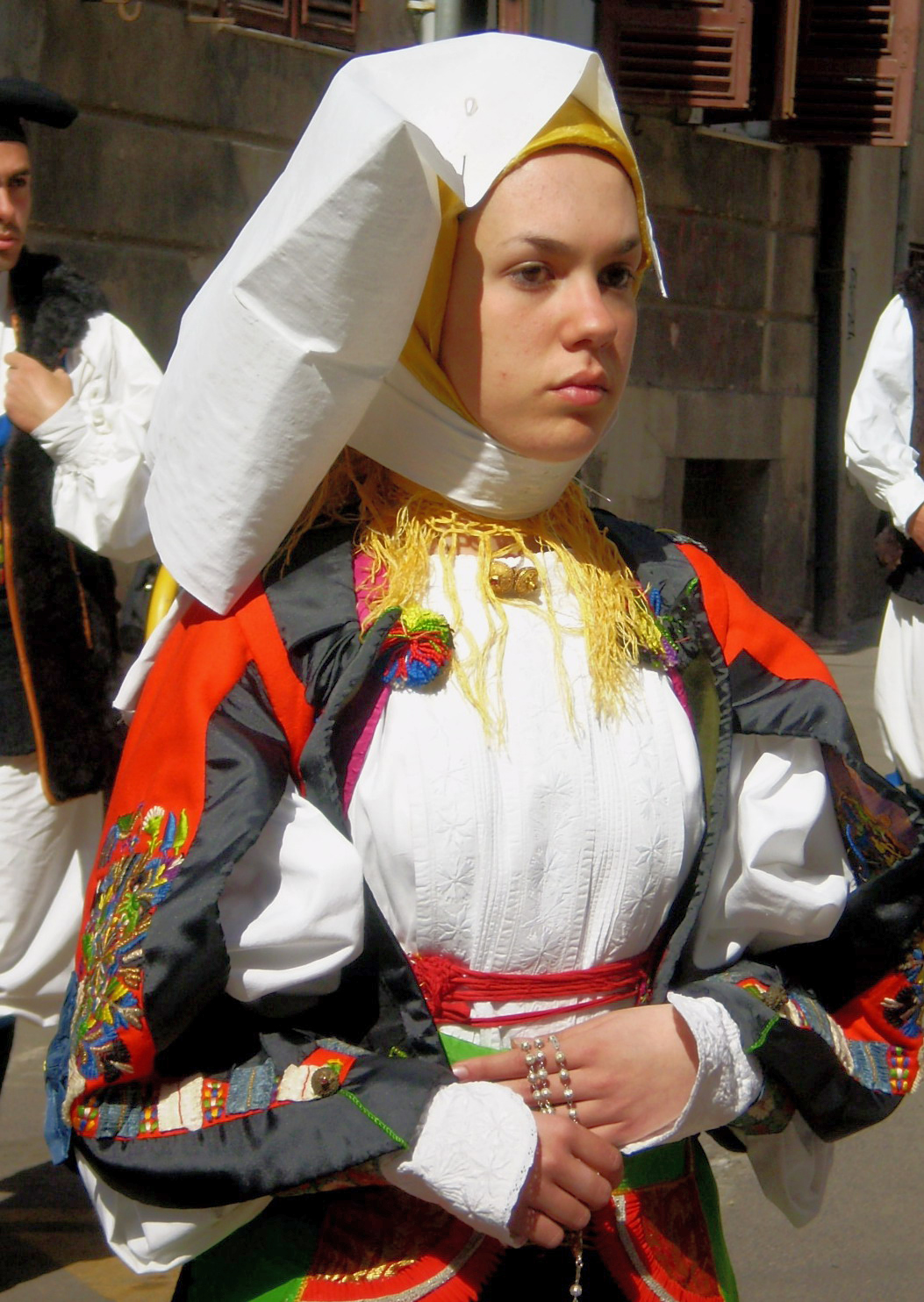
Костюм з Атцара
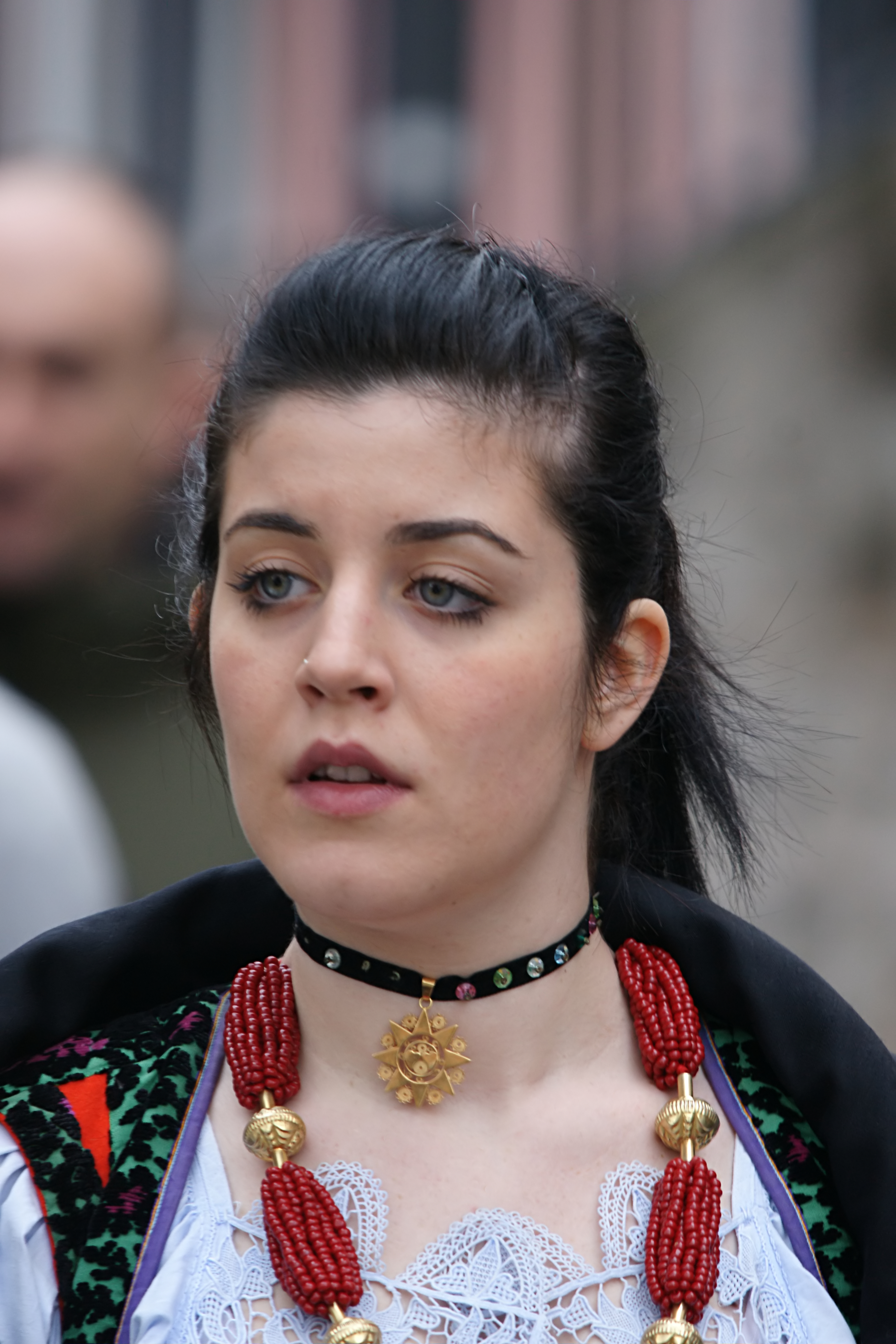
Костюм з Ольєна
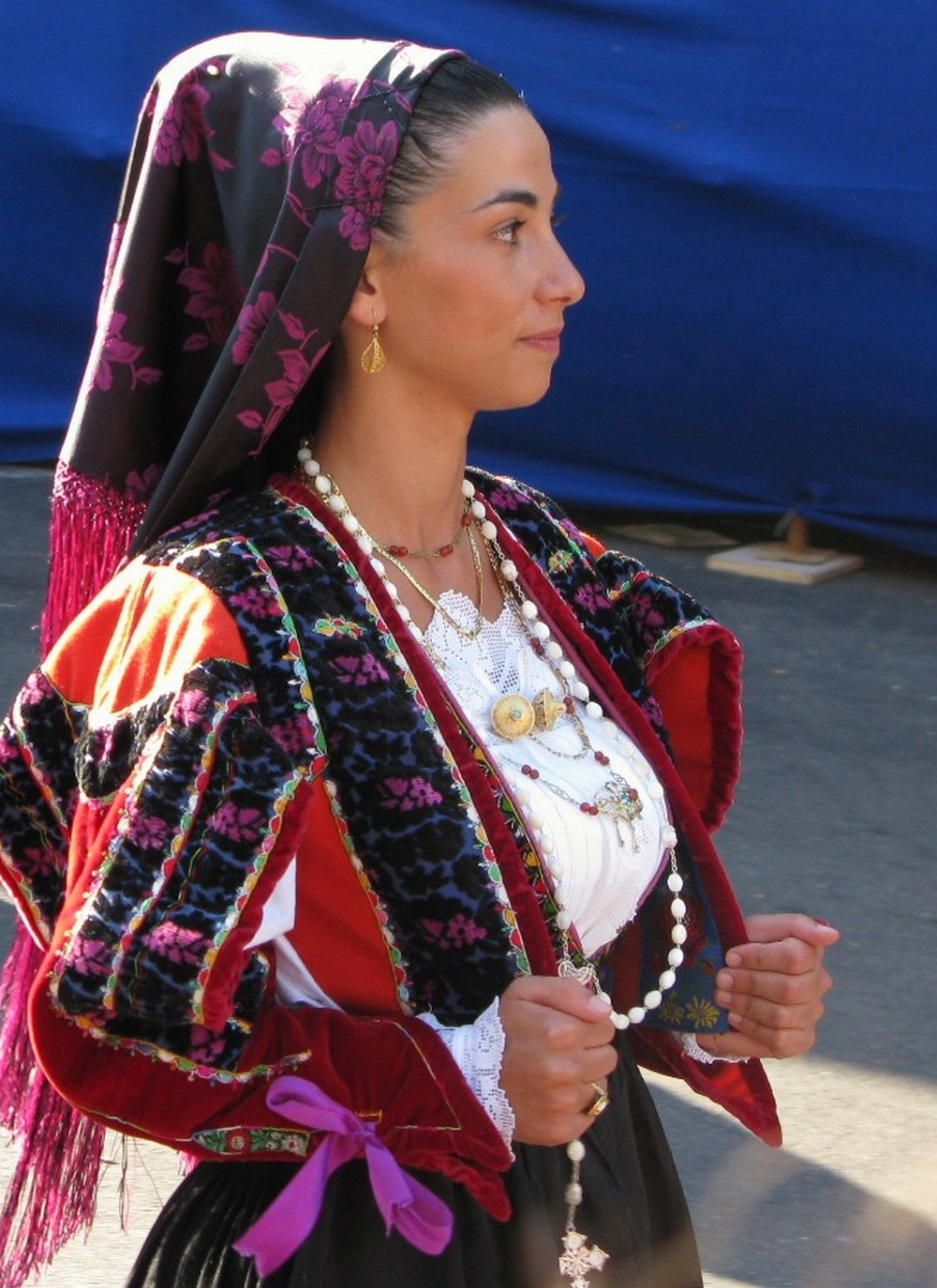
Костюм з Оруне
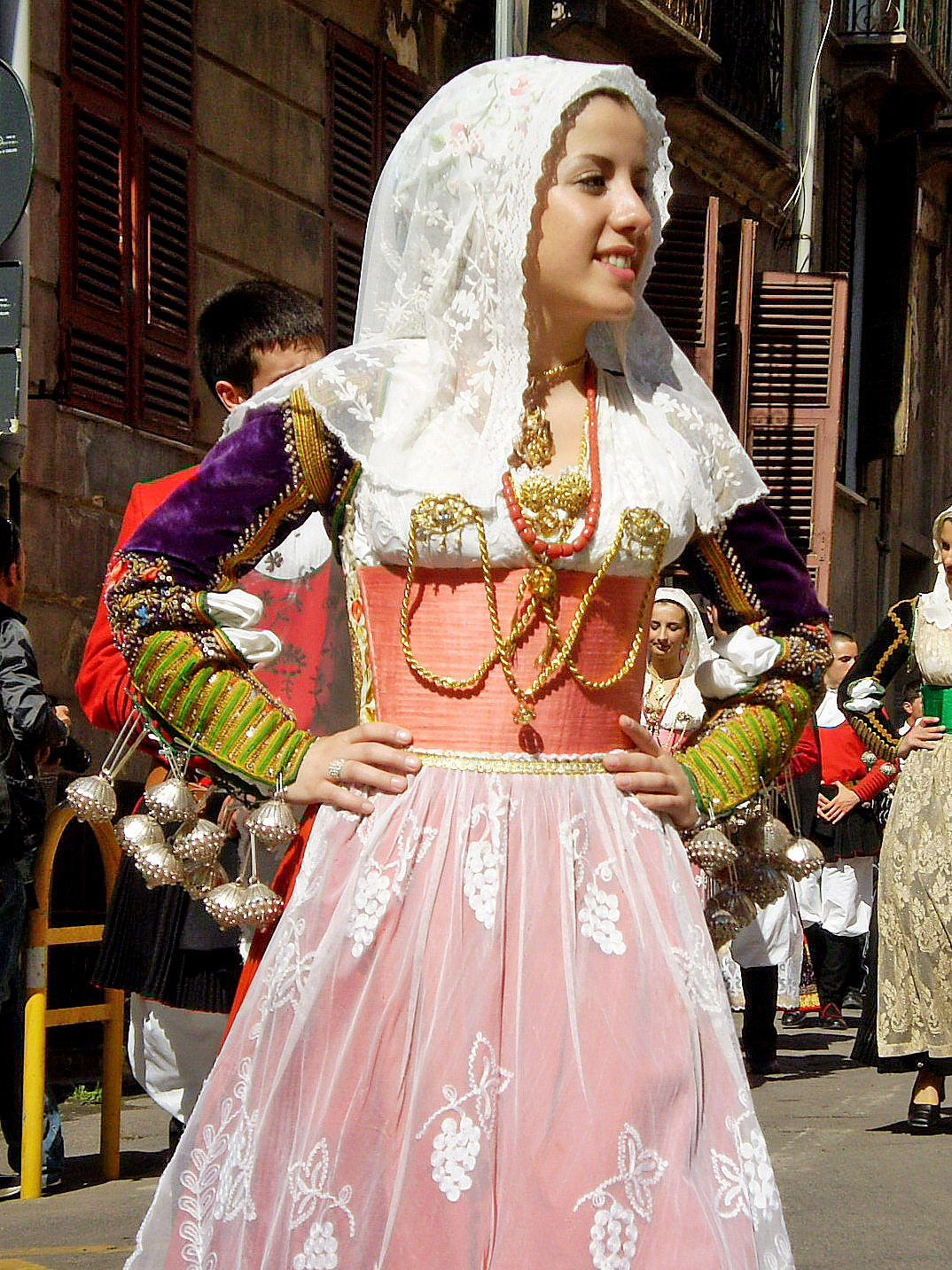
Костюм з Іттірі
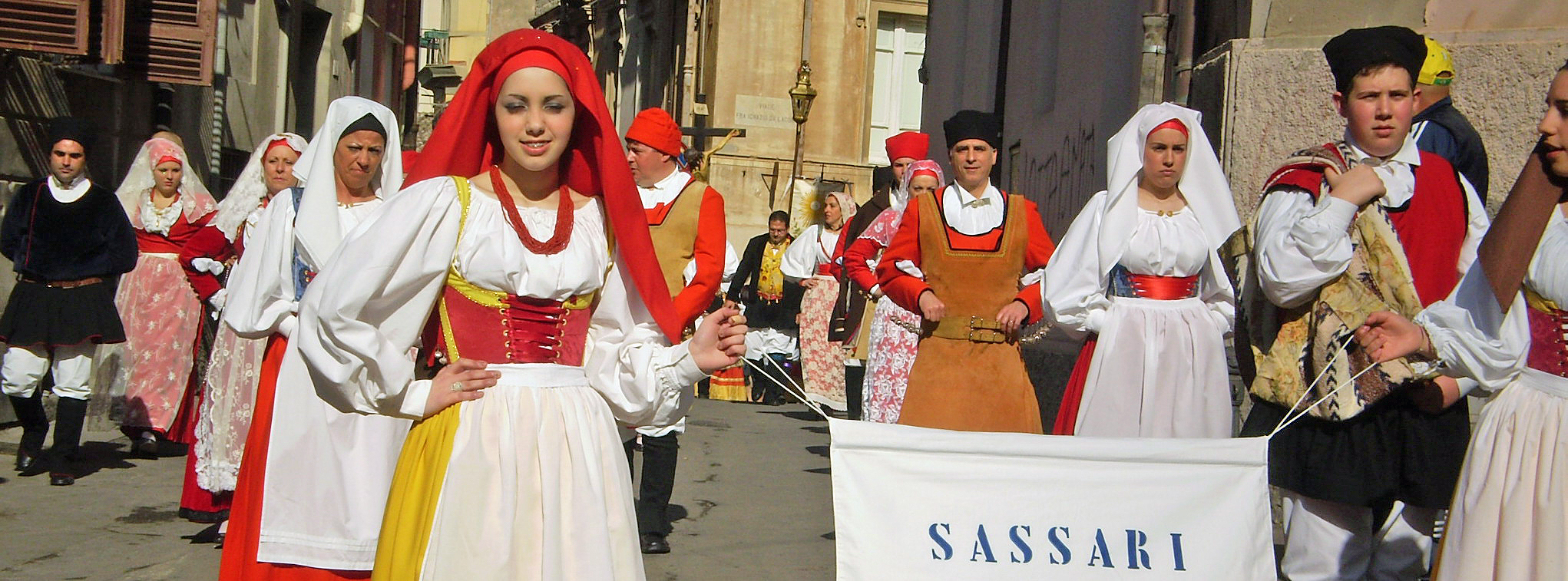
Костюми з Сассарі
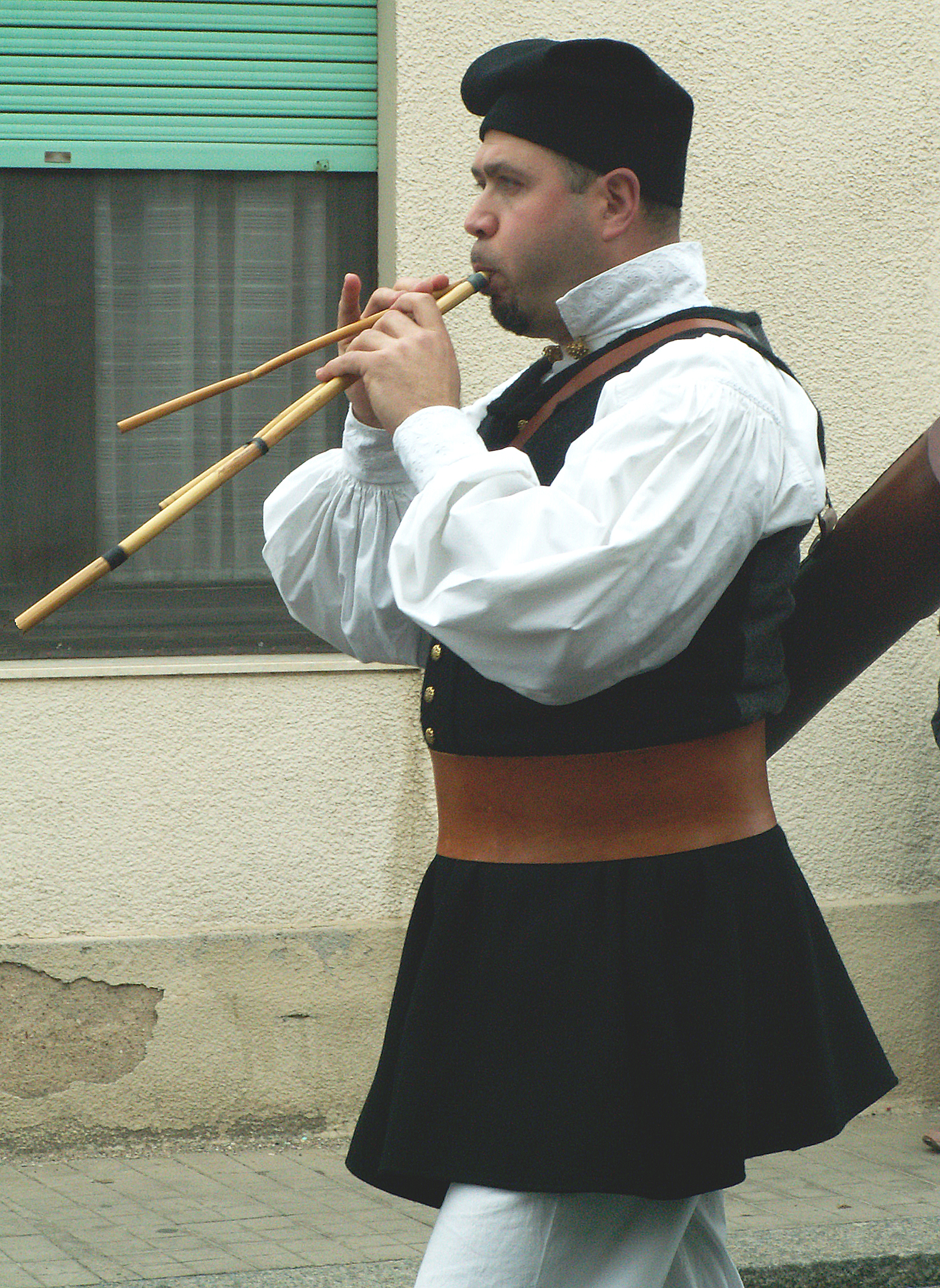
Чоловік в національному костюмі, який грає на музичному інструменті "Launeddas"
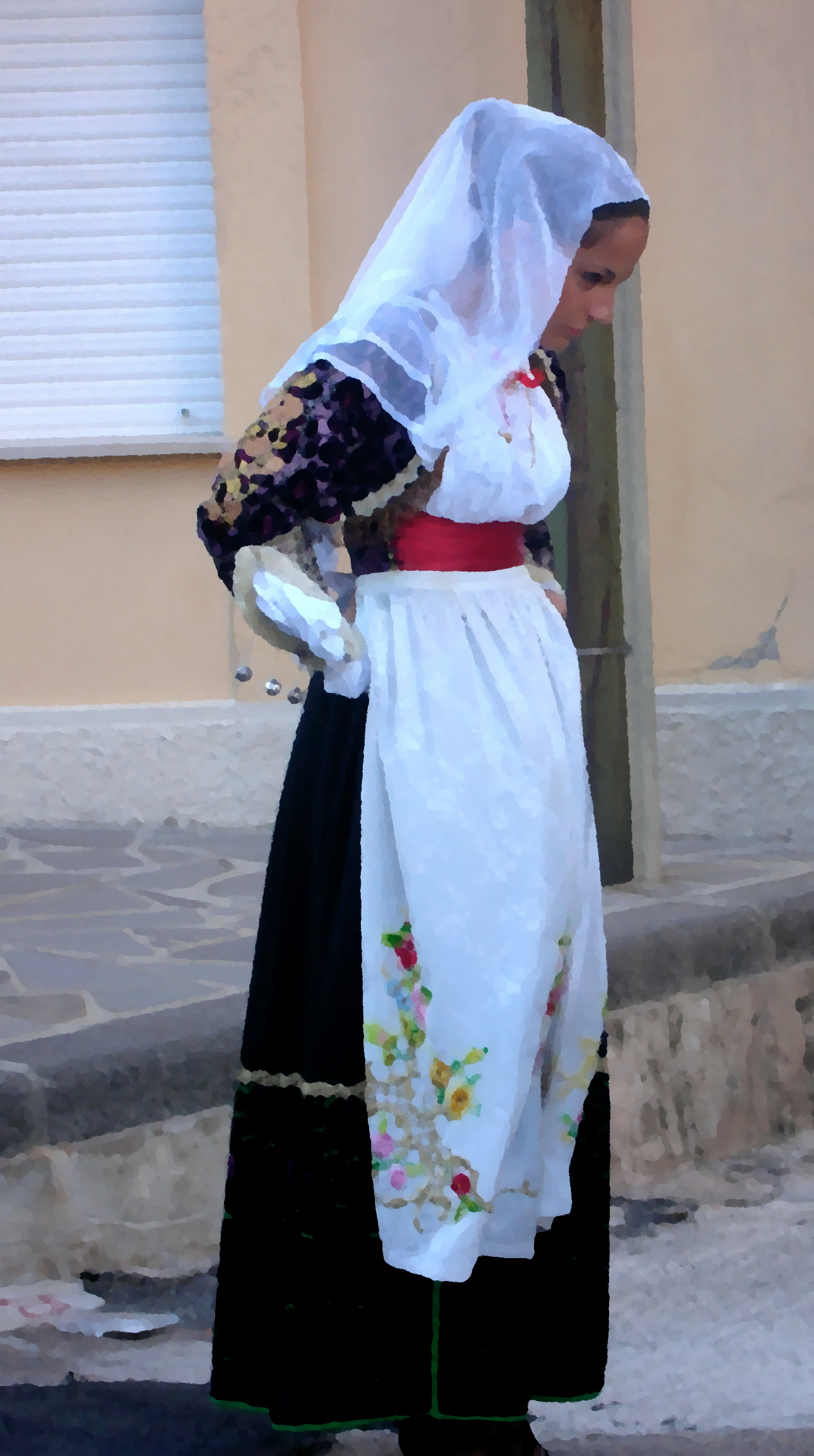
Костюм з Коссоїне
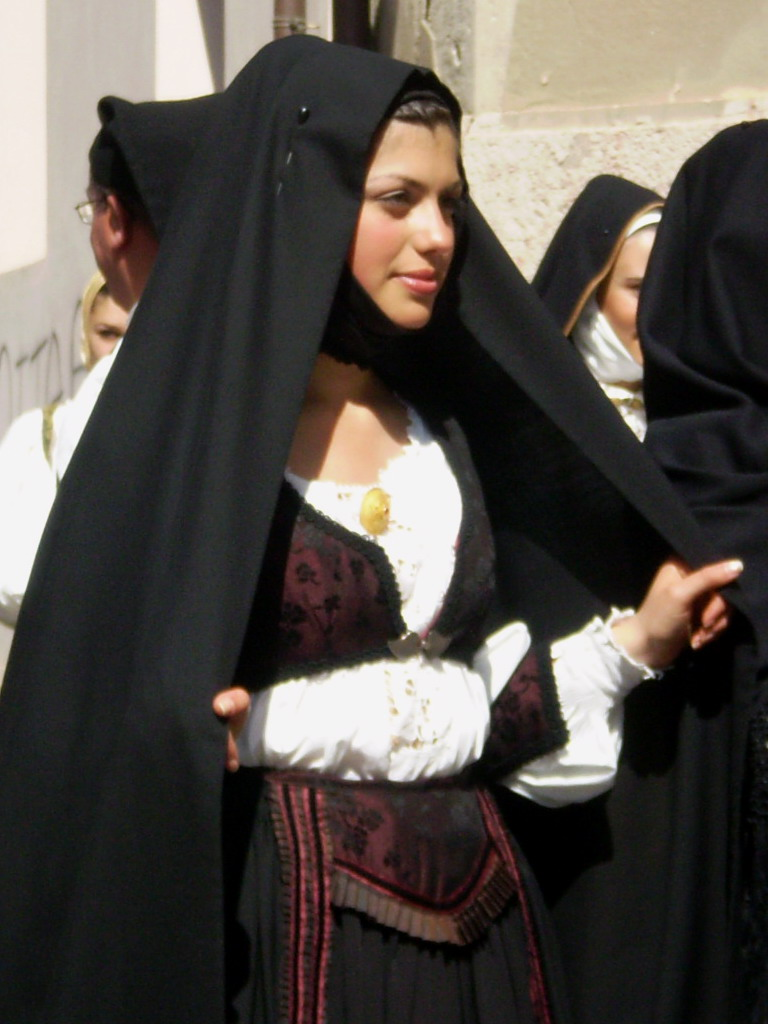
Костюм з Ізілі